# Lista gatunków z rodzaju dąb
Lista gatunków z rodzaju dąb Quercus – lista gatunków rodzaju roślin należącego do rodziny bukowatych (Fagaceae Dumort.). Według The Plant List w obrębie tego rodzaju wyróżniono 431 gatunków oraz 166 mieszańców międzygatunkowych o nazwach zweryfikowanych, natomiast kolejnych 159 taksonów ma status gatunków niepewnych.

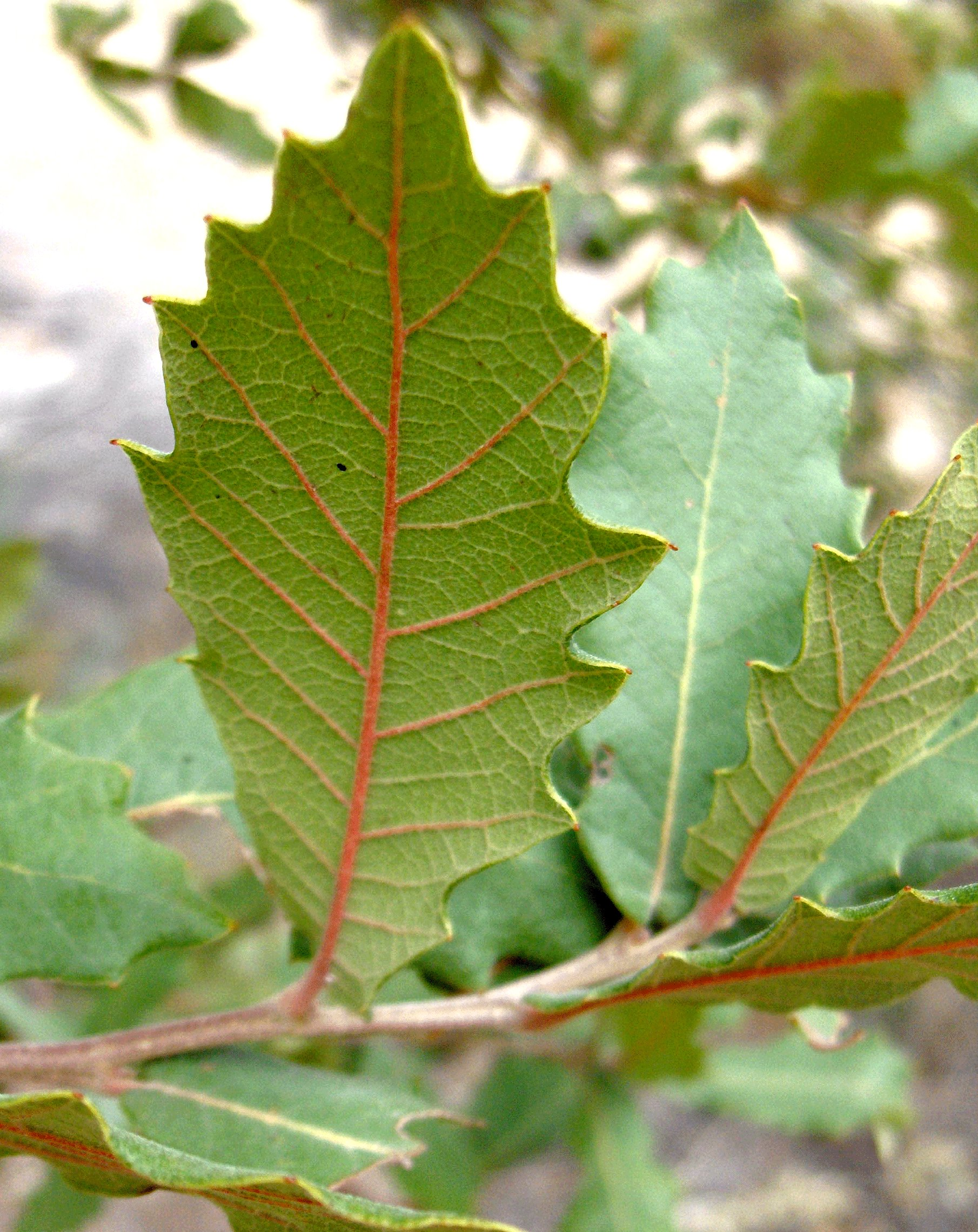
Quercus arizonica

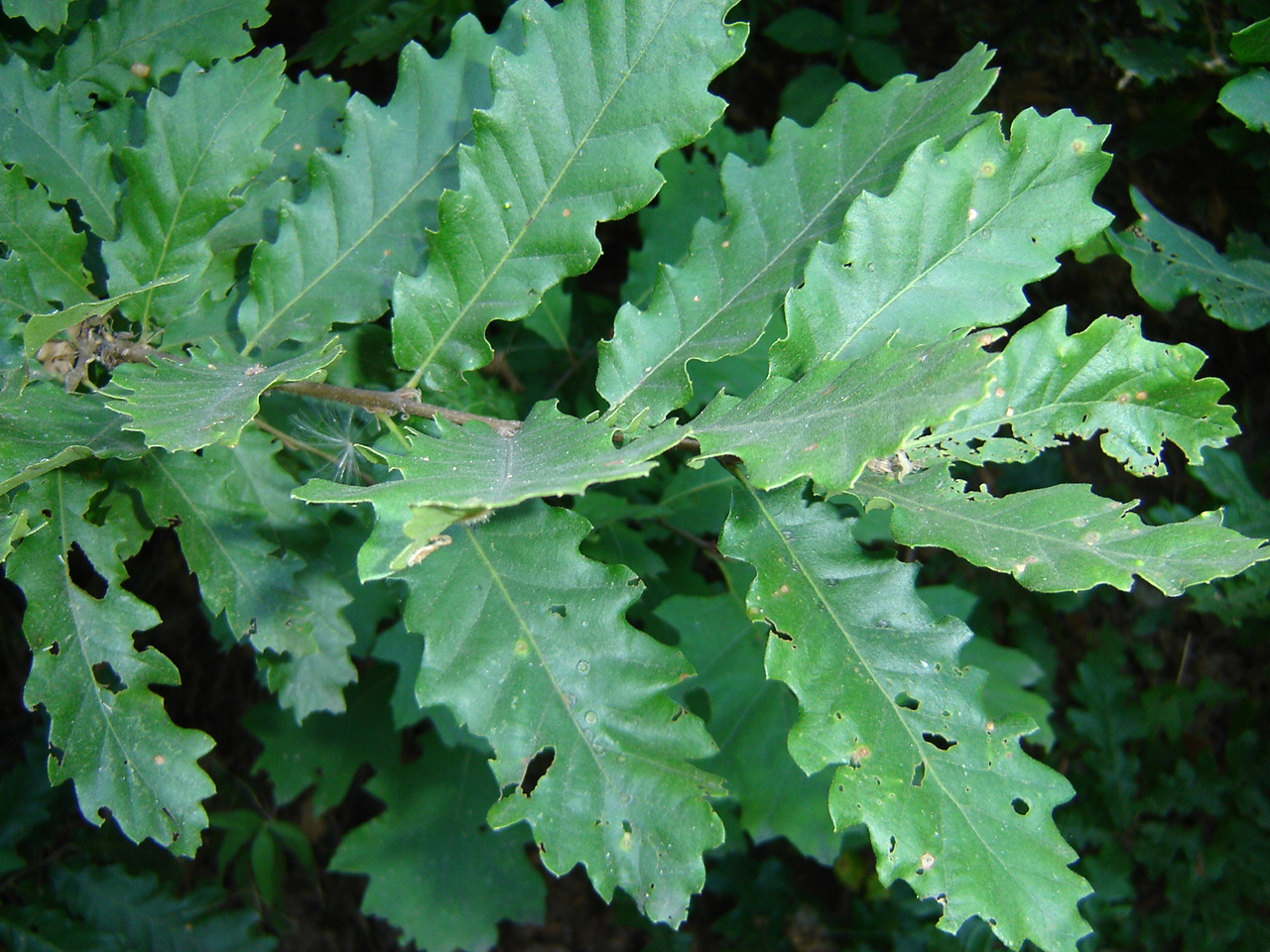
Dąb burgundzki (Quercus cerris)

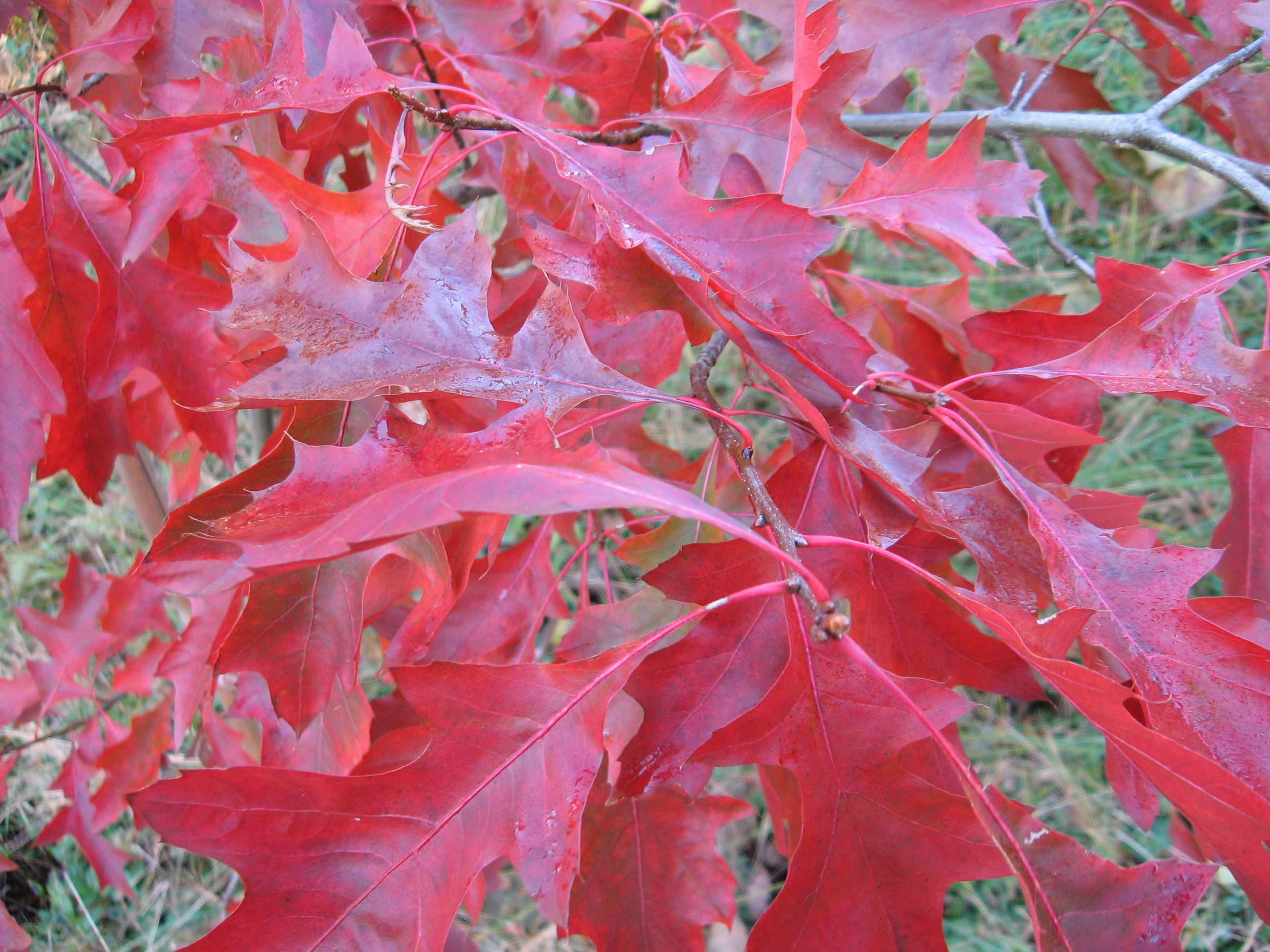
Dąb szkarłatny (Quercus coccinea)

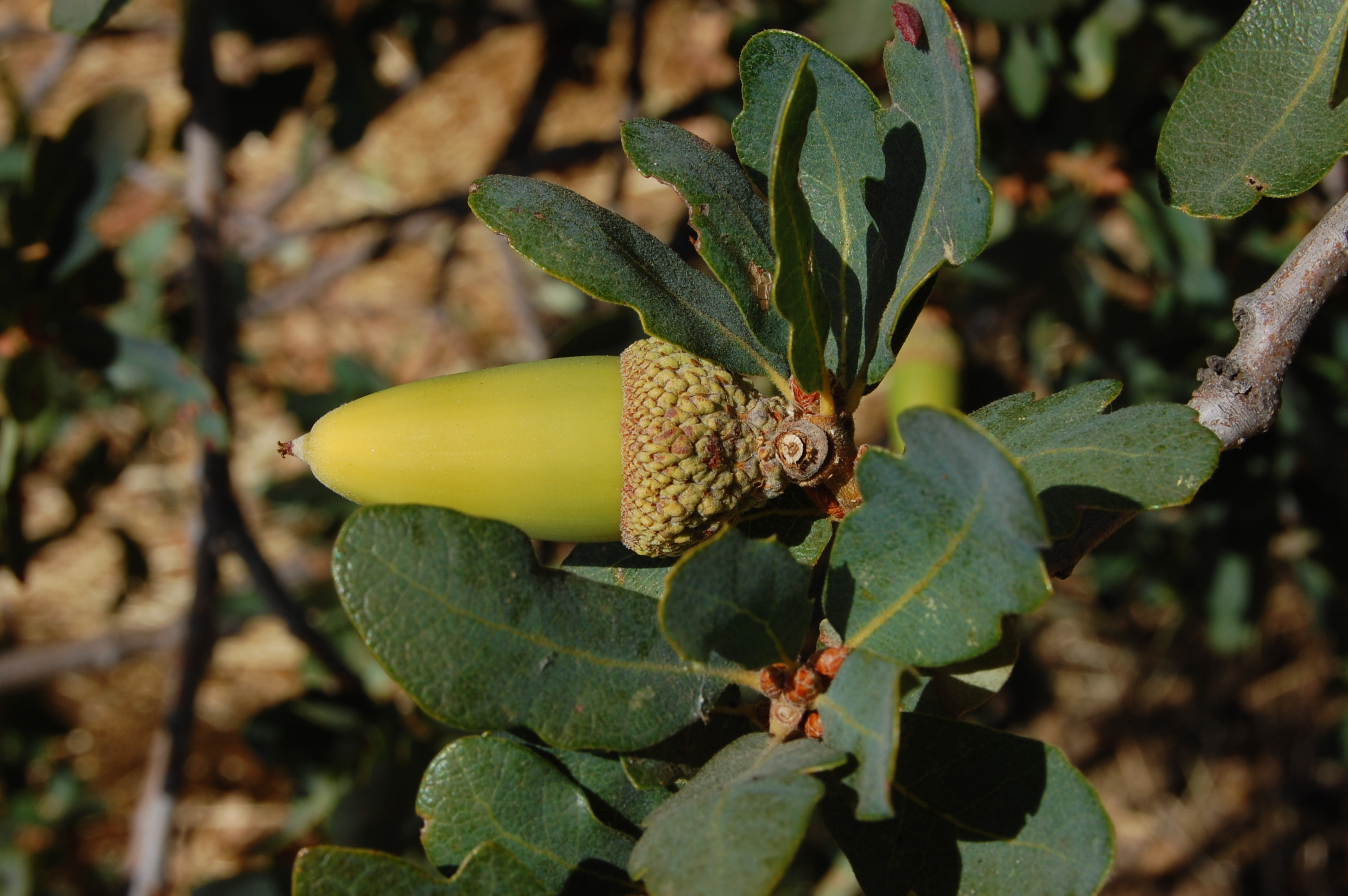
Quercus douglasii

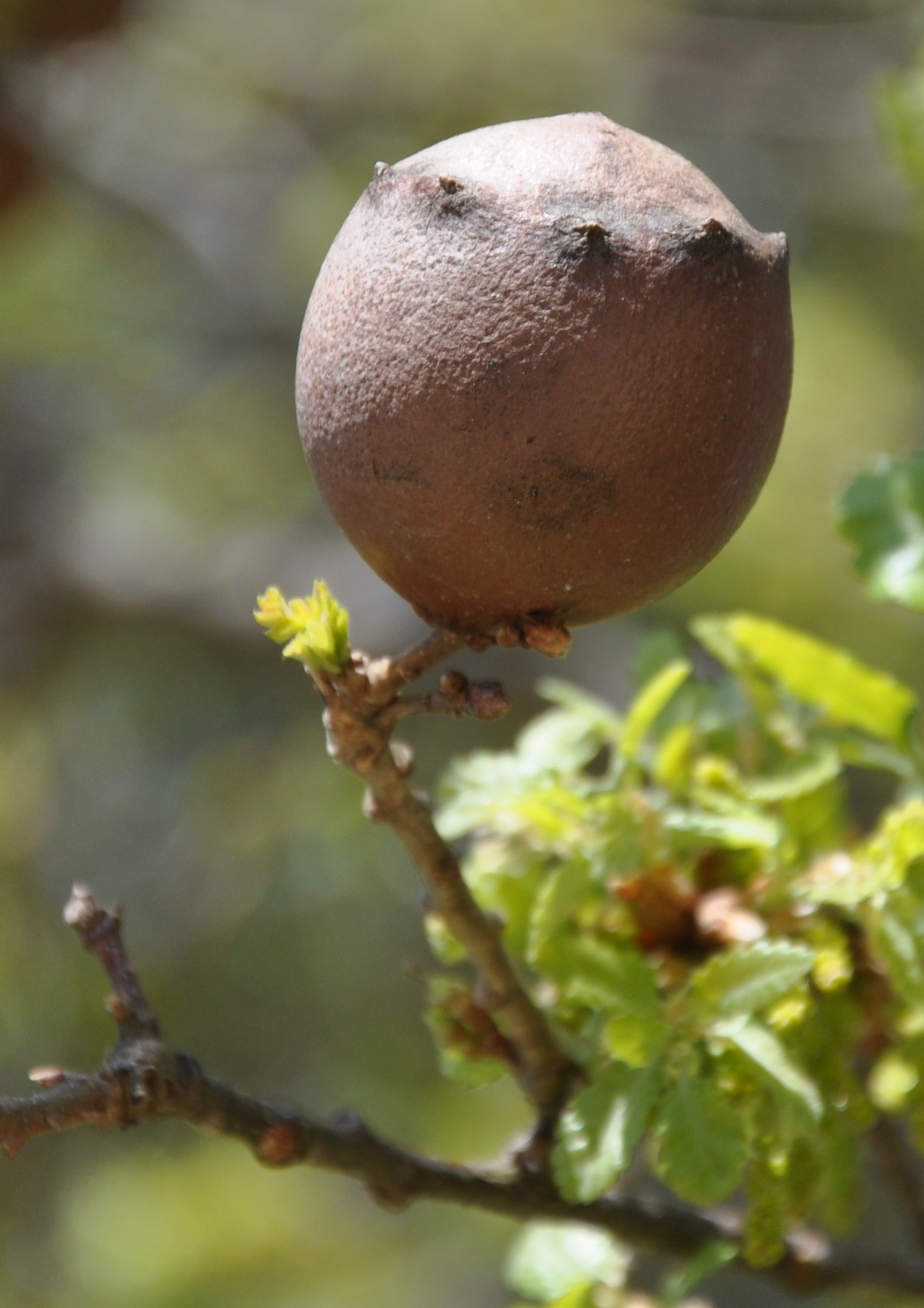
Galas na dębie portugalskim (Quercus faginea)

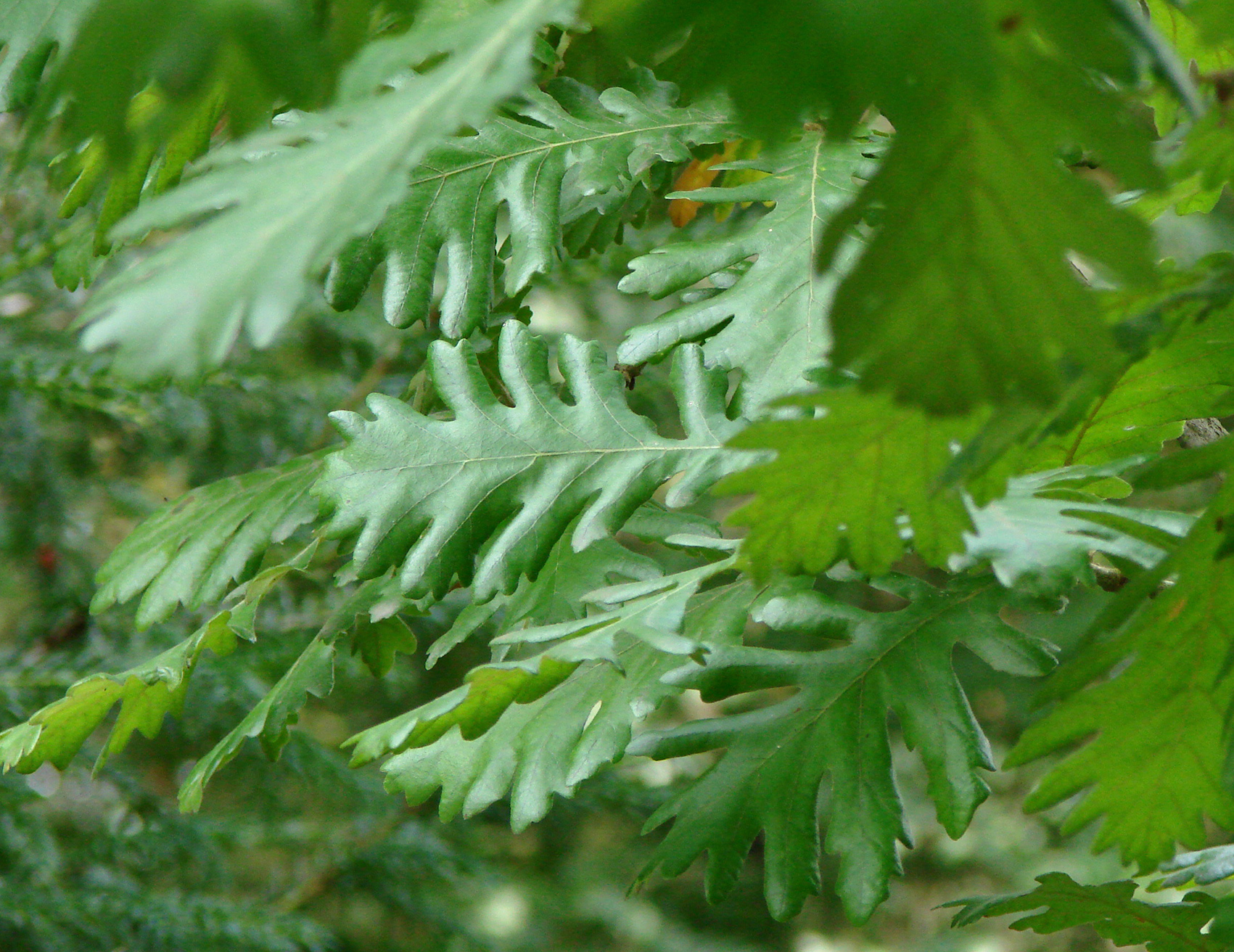
dąb węgierski (Quercus frainetto)

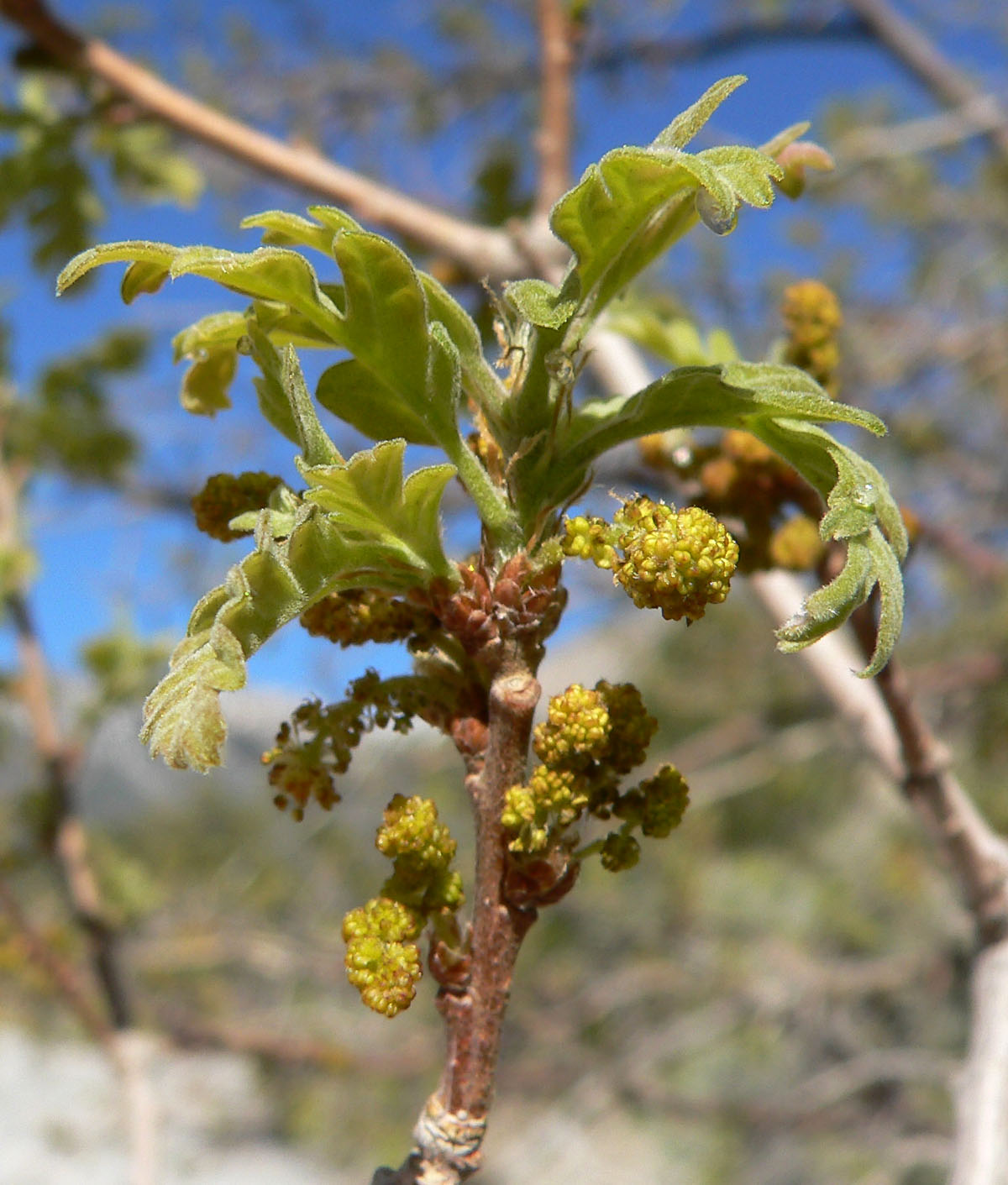
Quercus gambelii

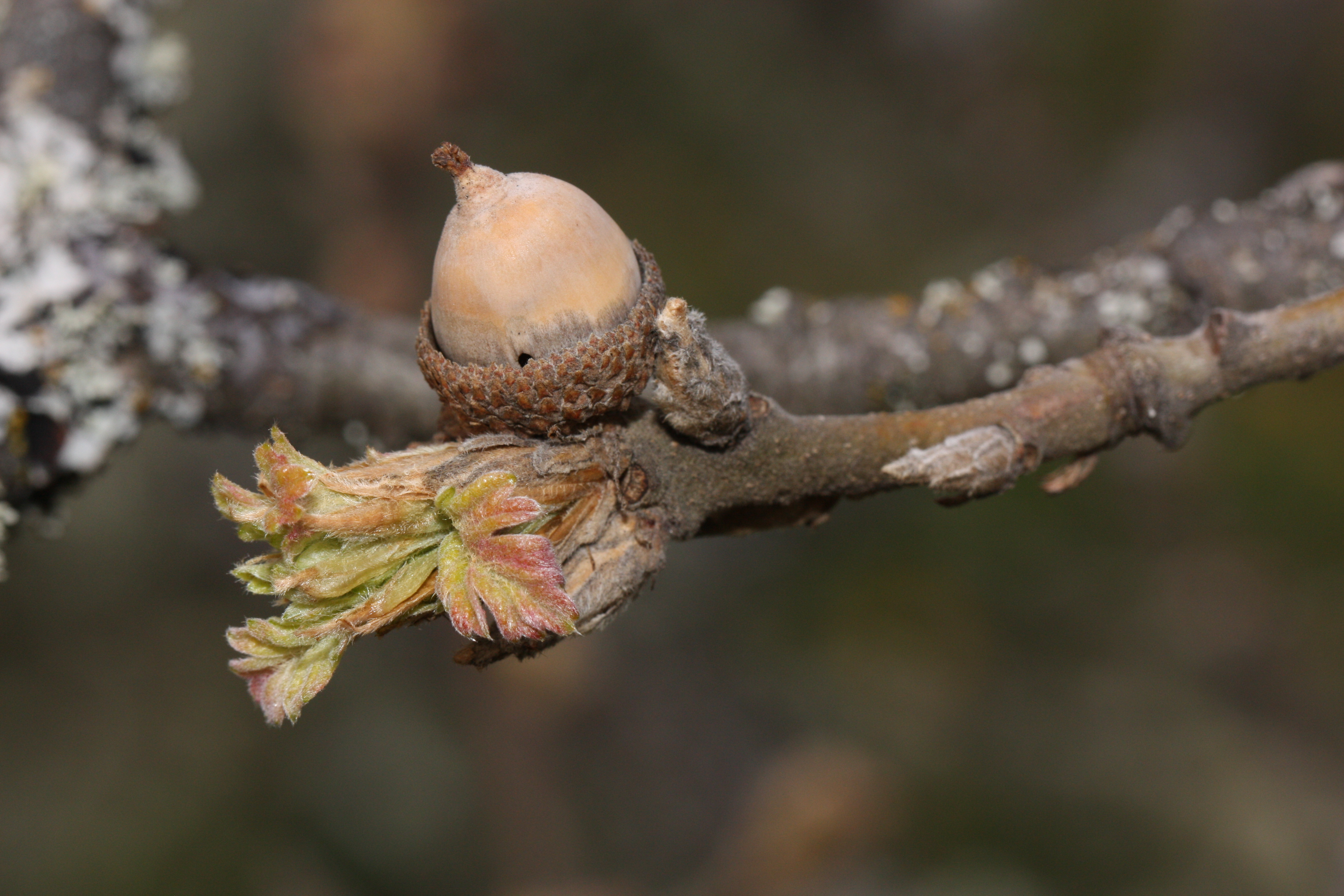
Quercus garryana

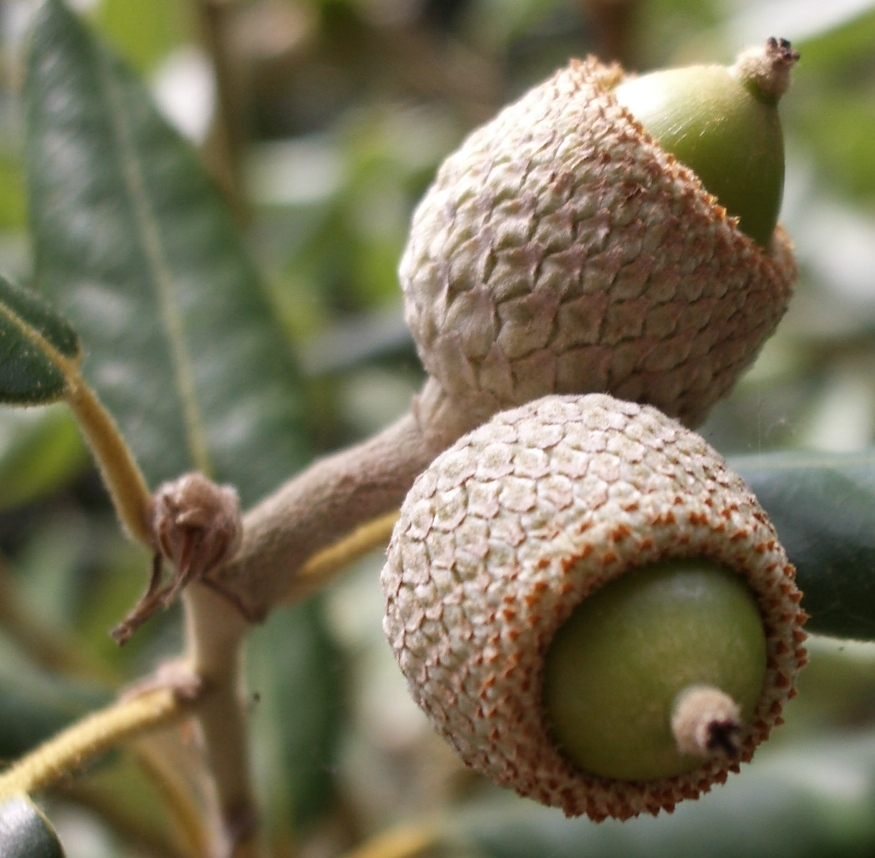
Dąb ostrolistny (Quercus ilex)

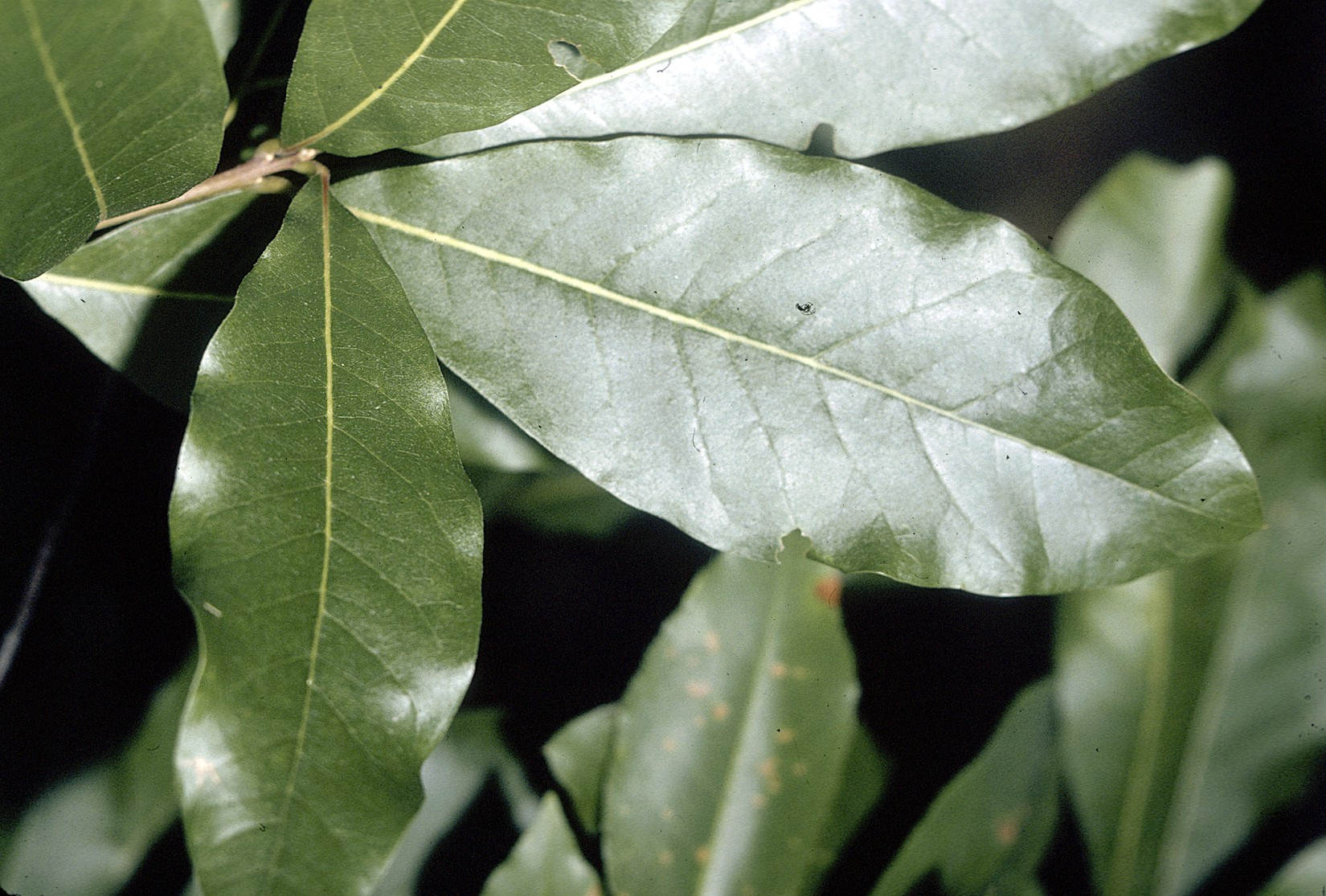
dąb dachówkowaty (Quercus imbricaria)

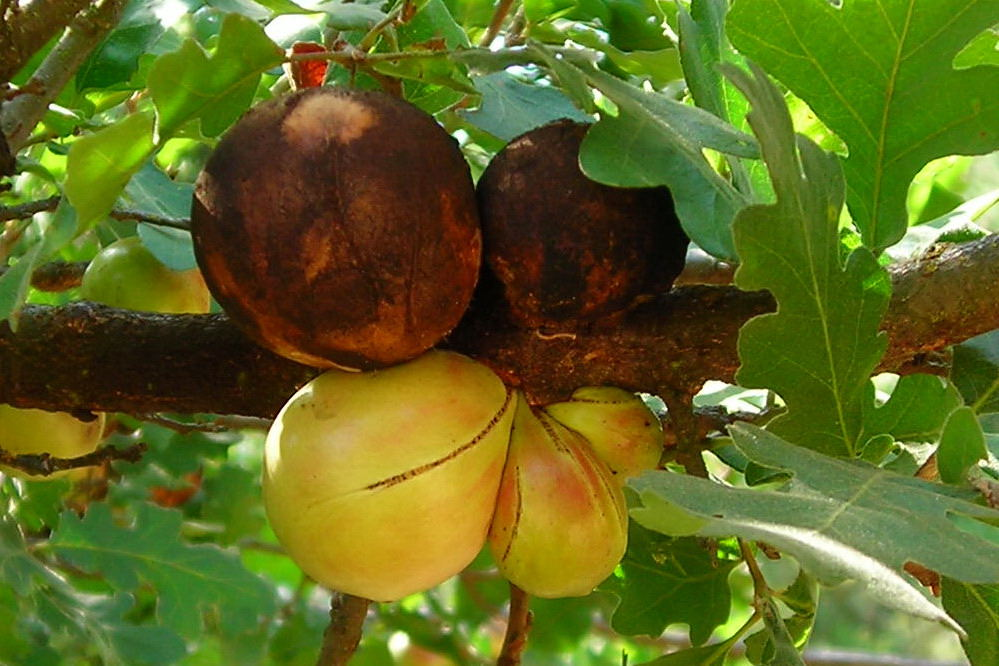
Quercus lobata

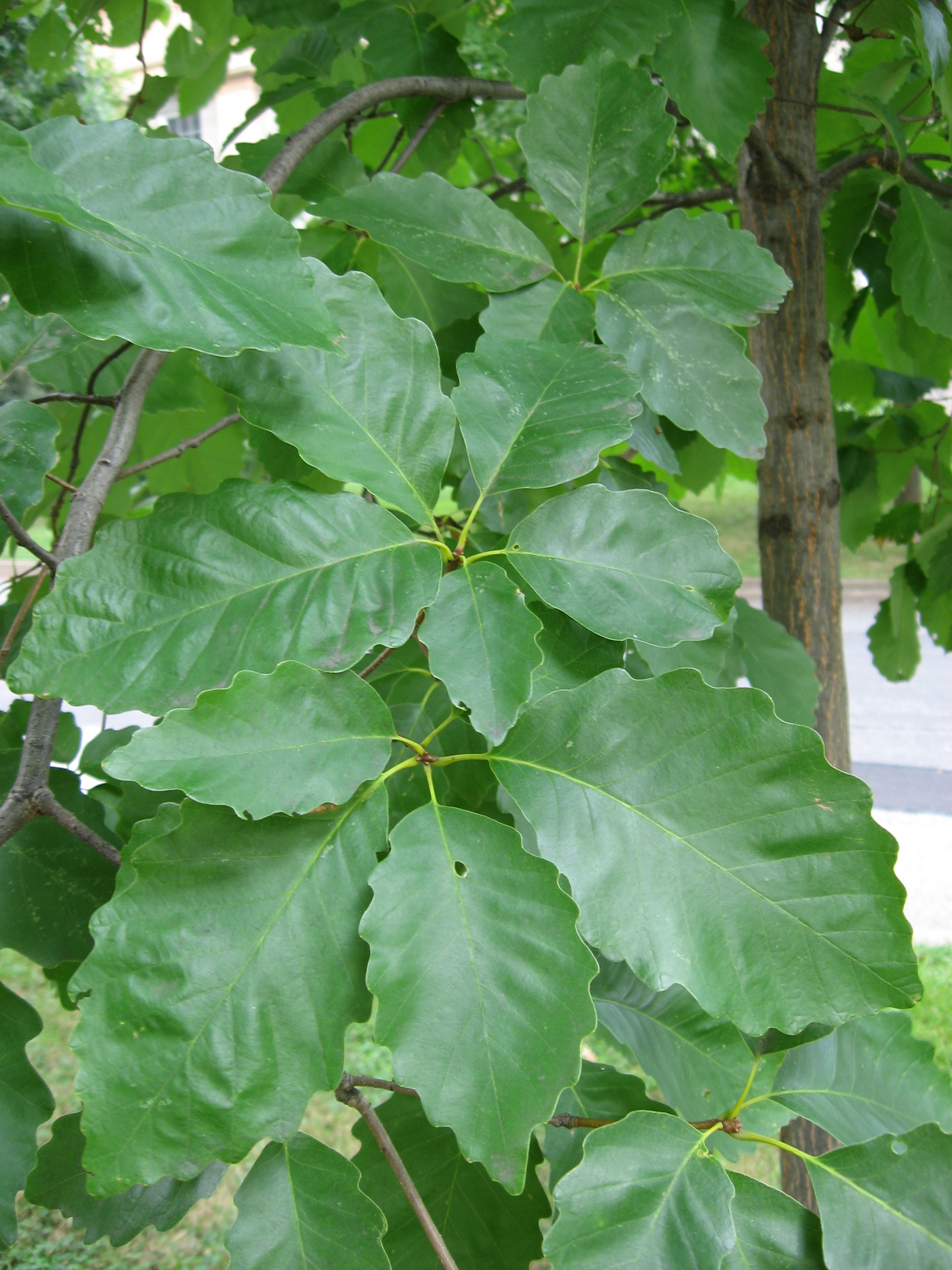
Quercus michauxii

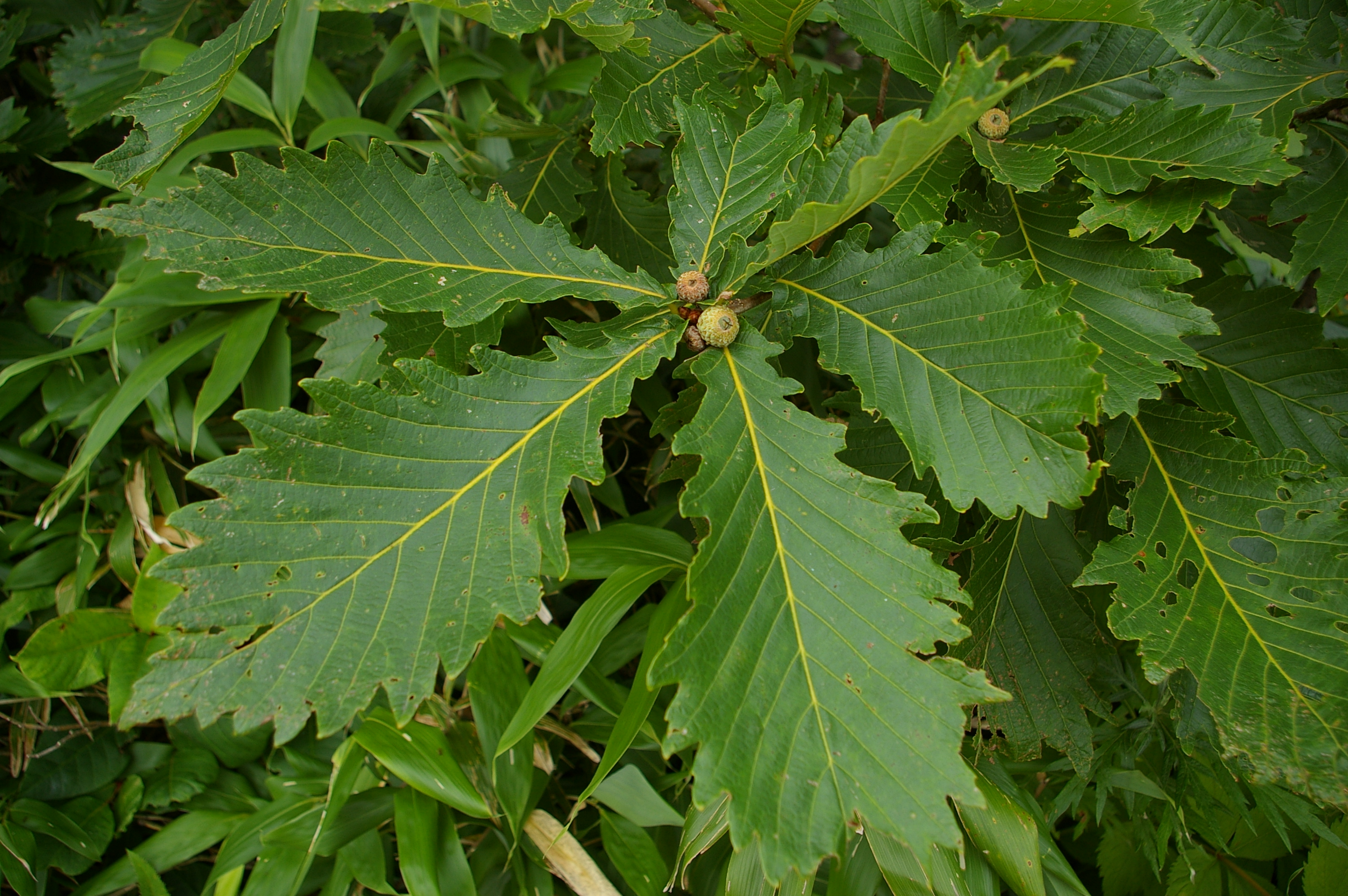
Quercus mongolica

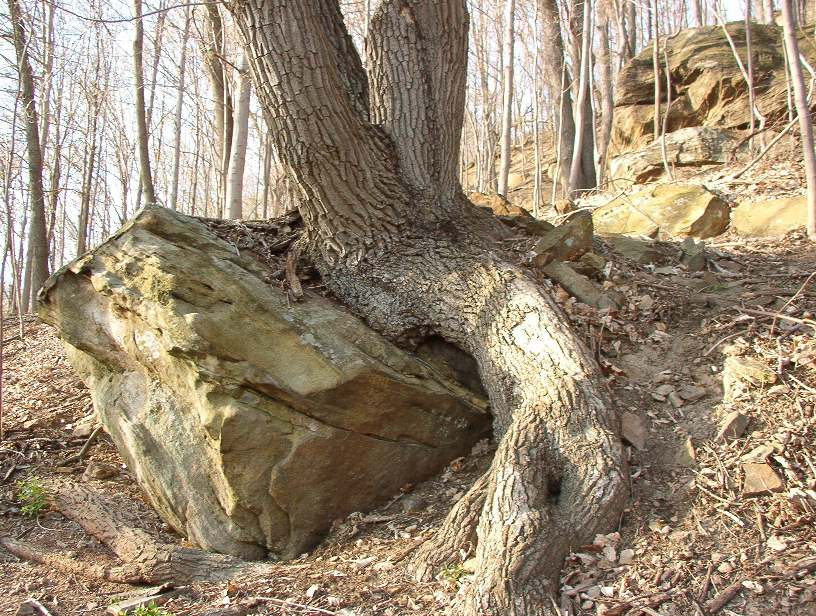
Quercus montana

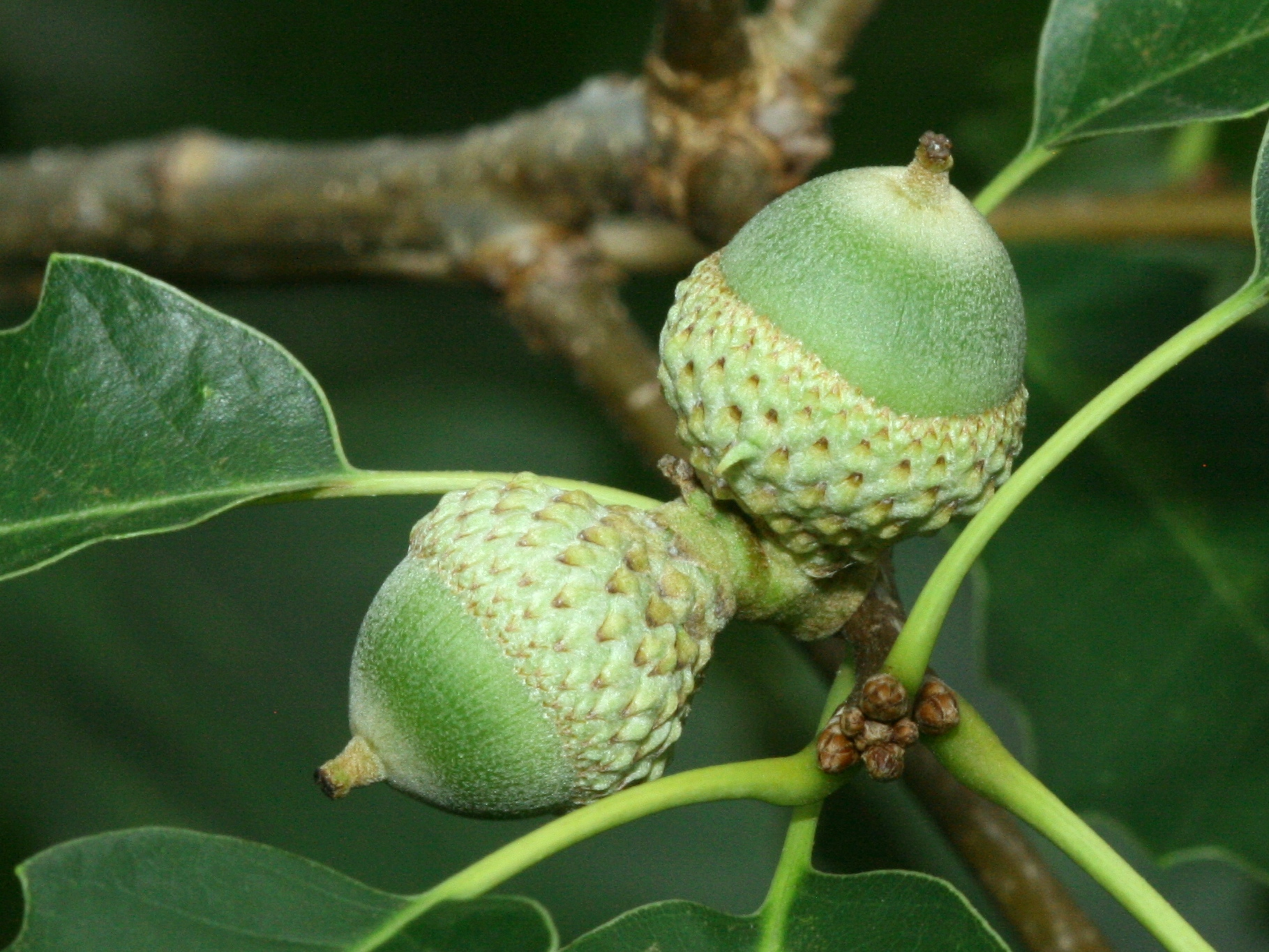
Quercus muehlenbergii

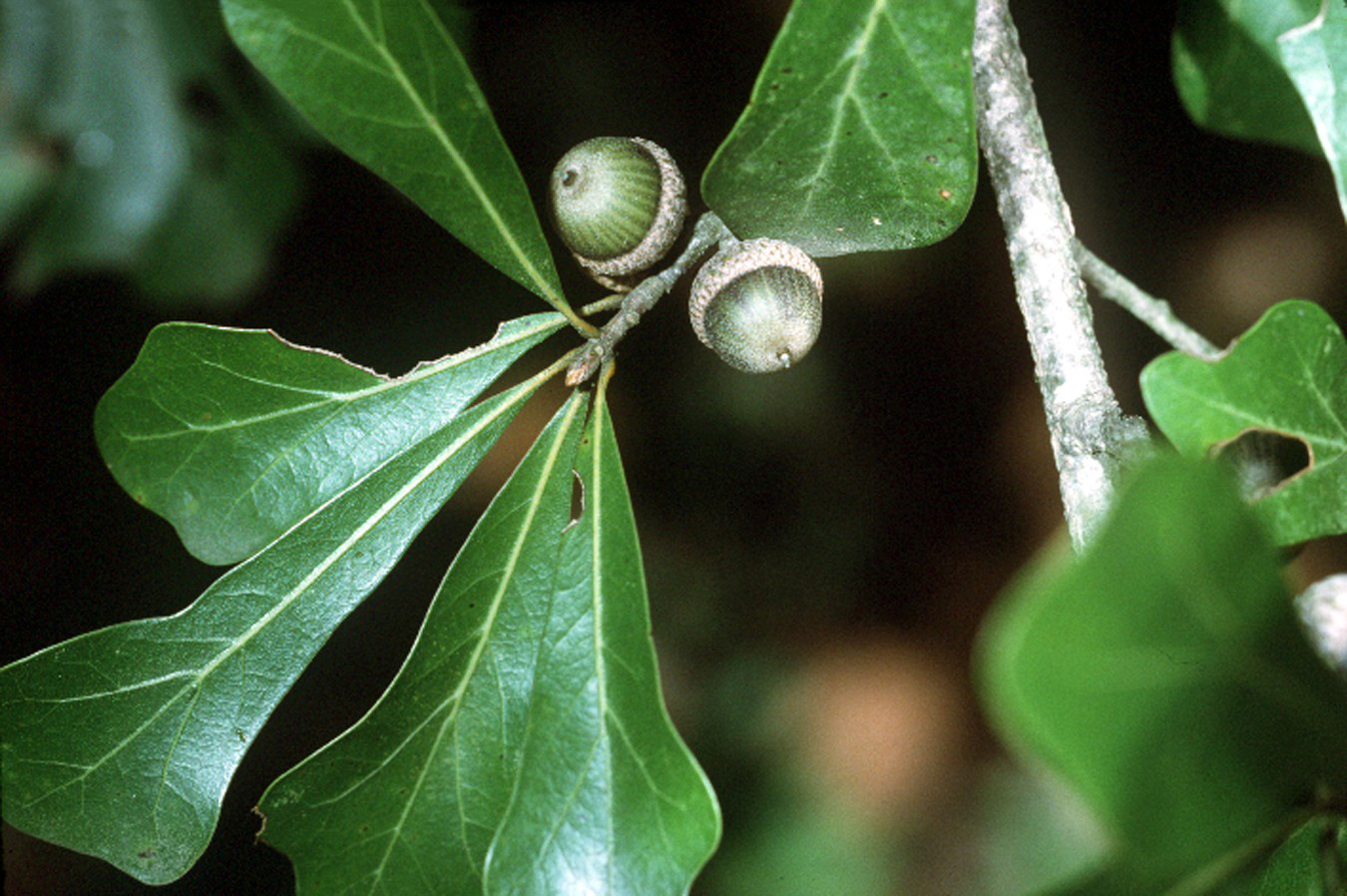
Dąb wodny (Quercus nigra)

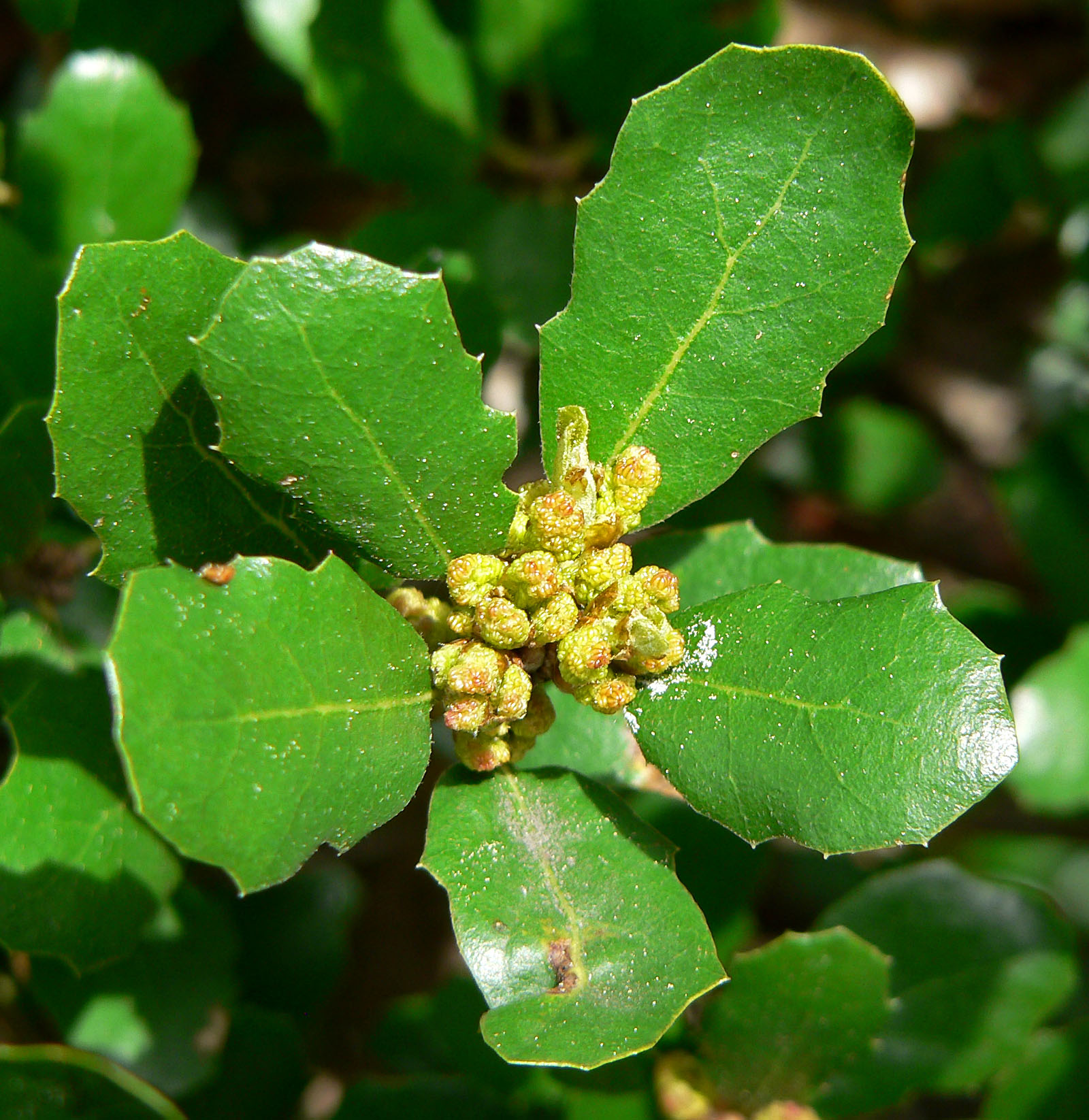
Quercus pacifica

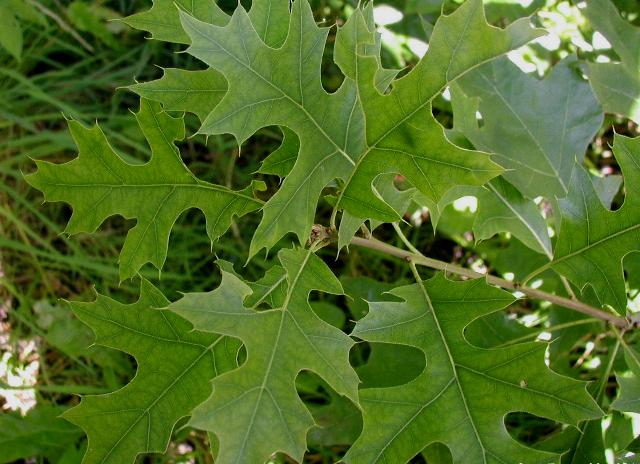
Dąb błotny (Quercus palustris)

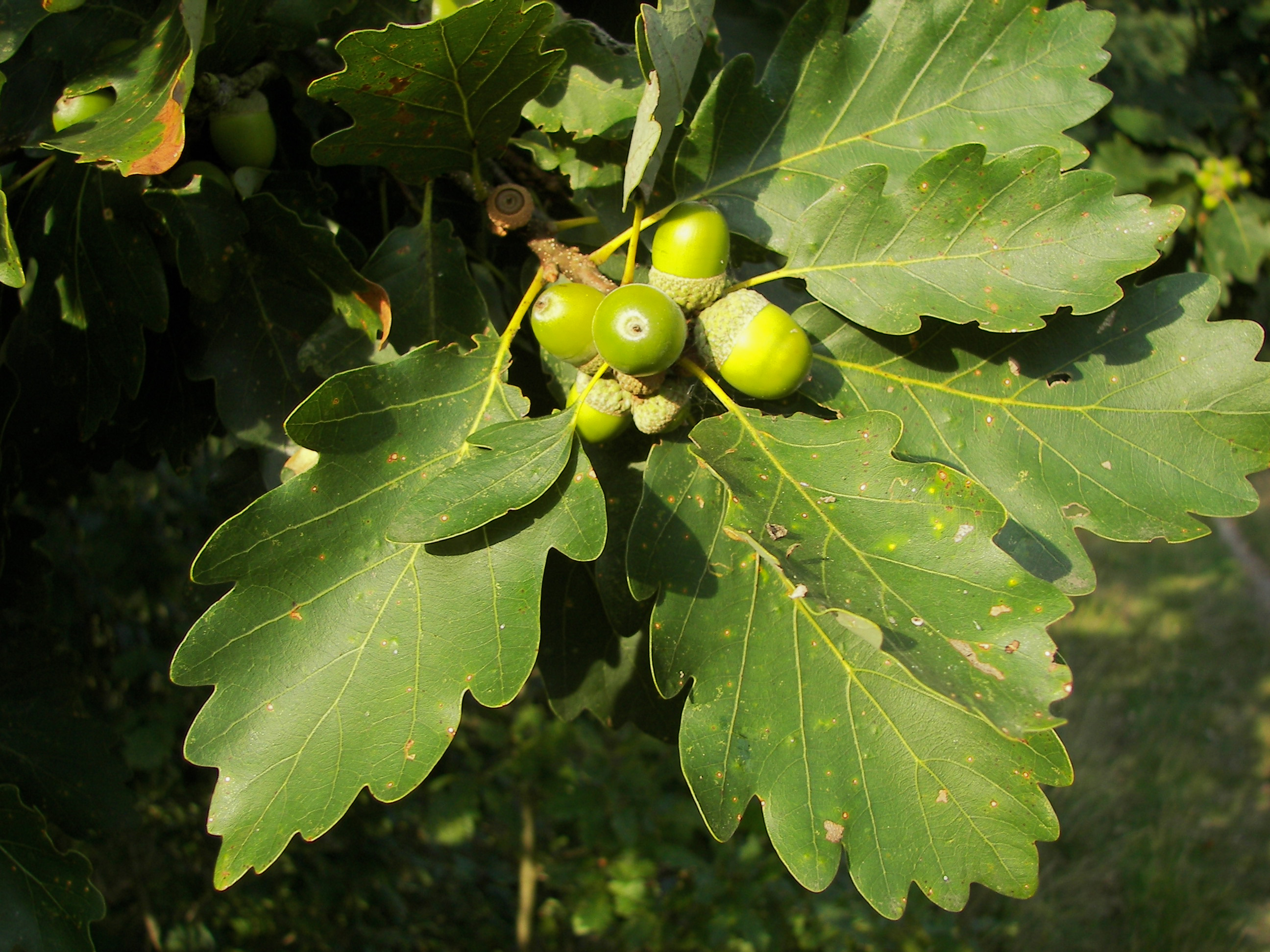
Dąb bezszypułkowy (Quercus petraea)

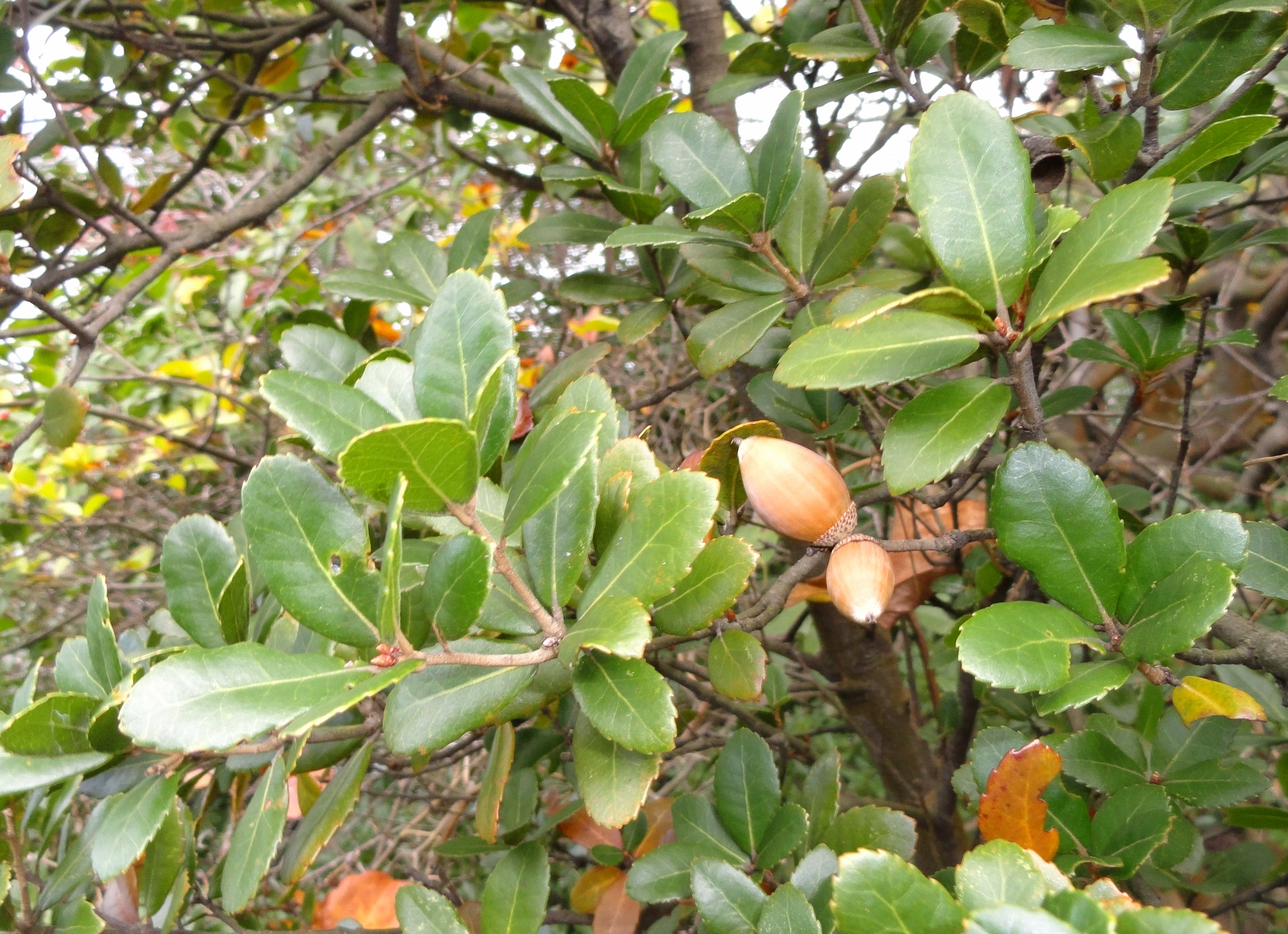
Quercus phillyraeoides

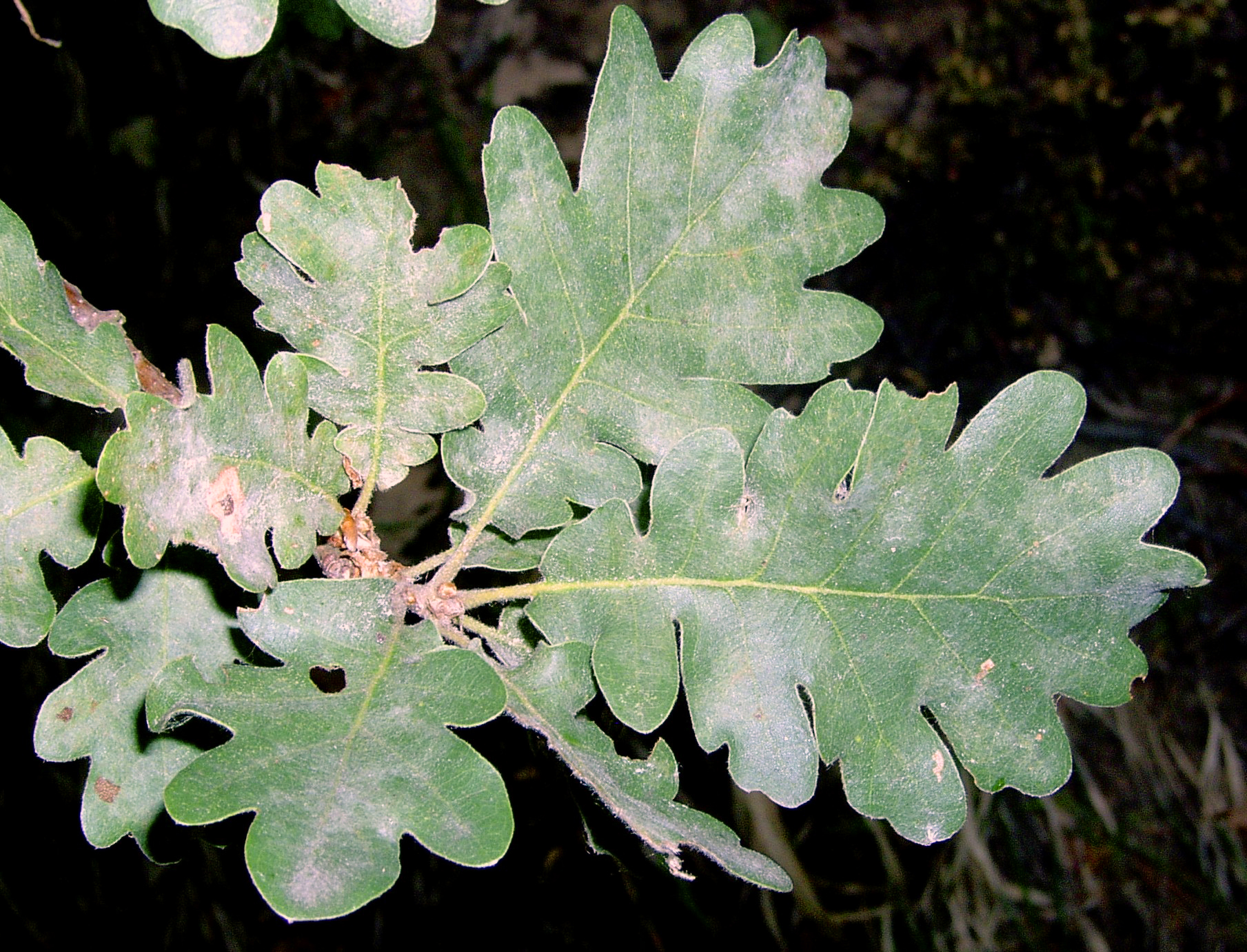
Dąb omszony (Quercus pubescens)

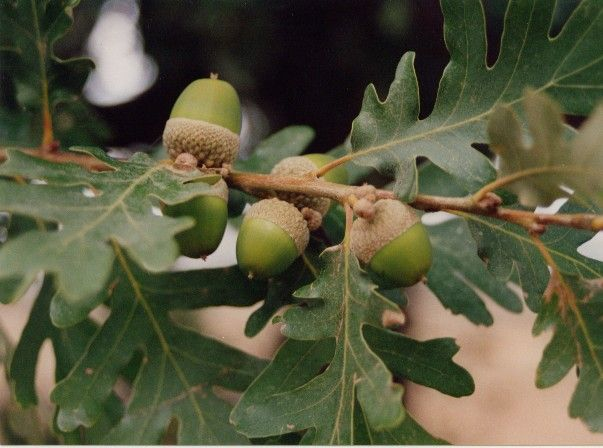
Quercus pyrenaica

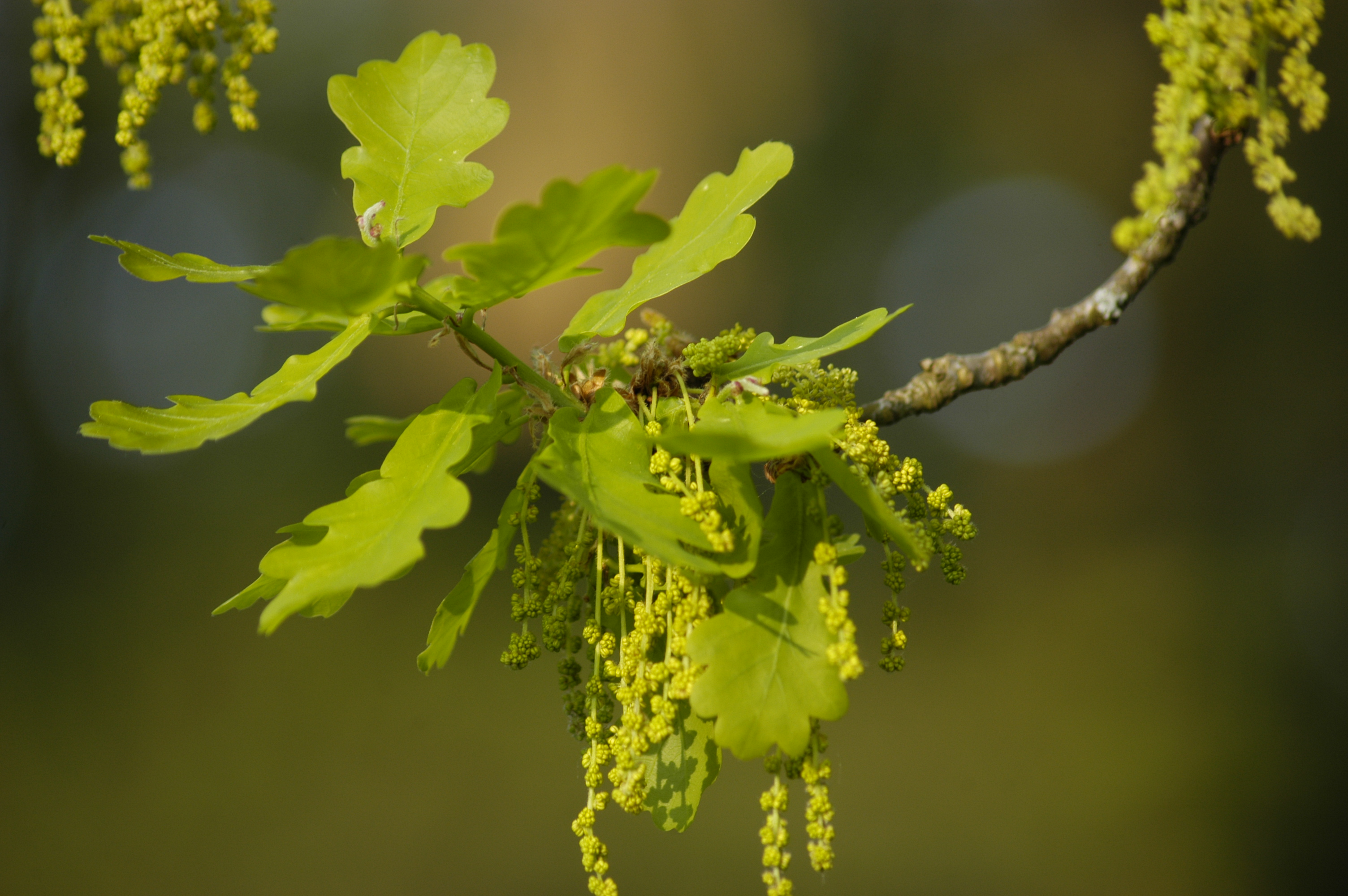
Dąb szypułkowy (Quercus robur)

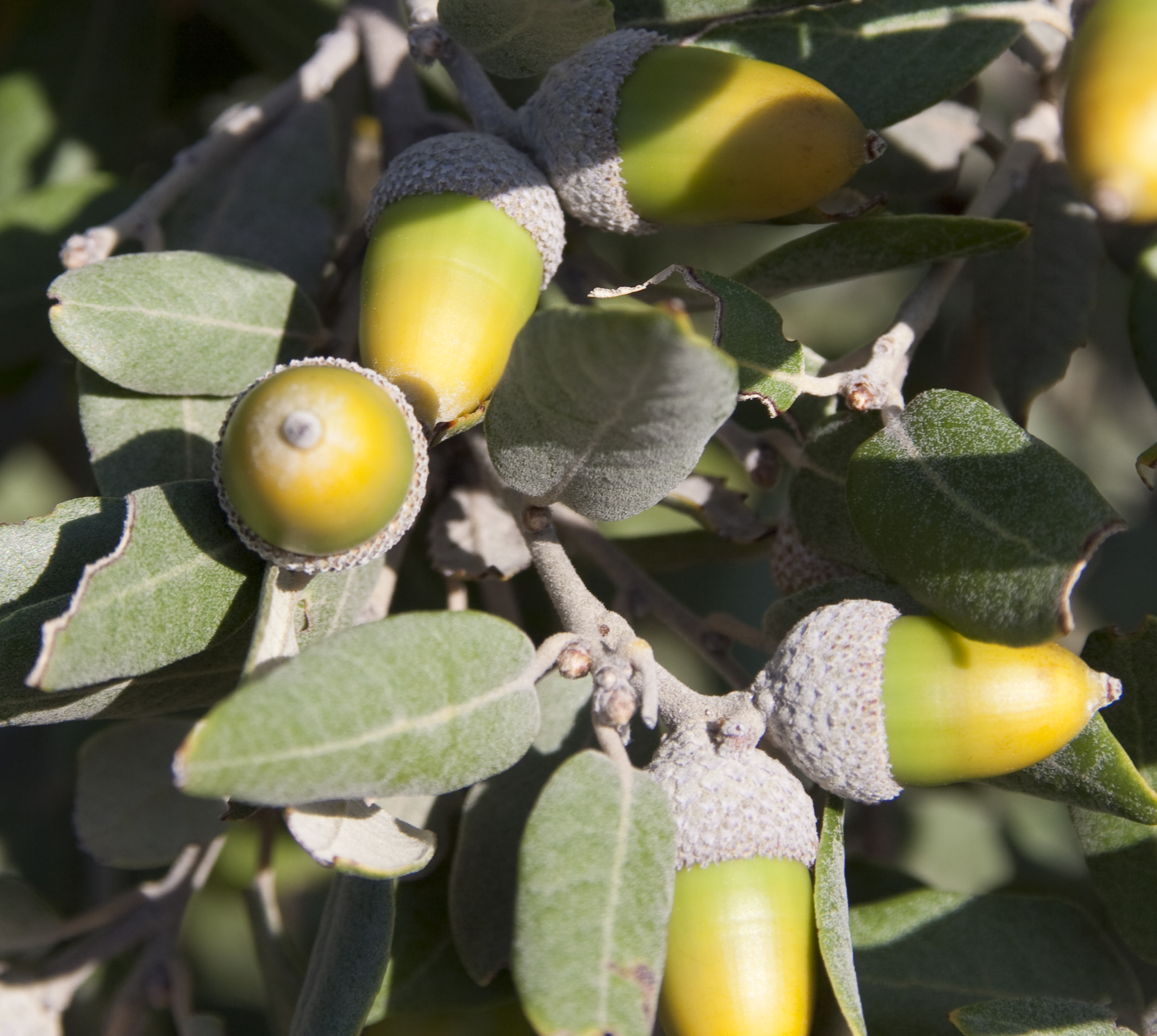
Quercus rotundifolia

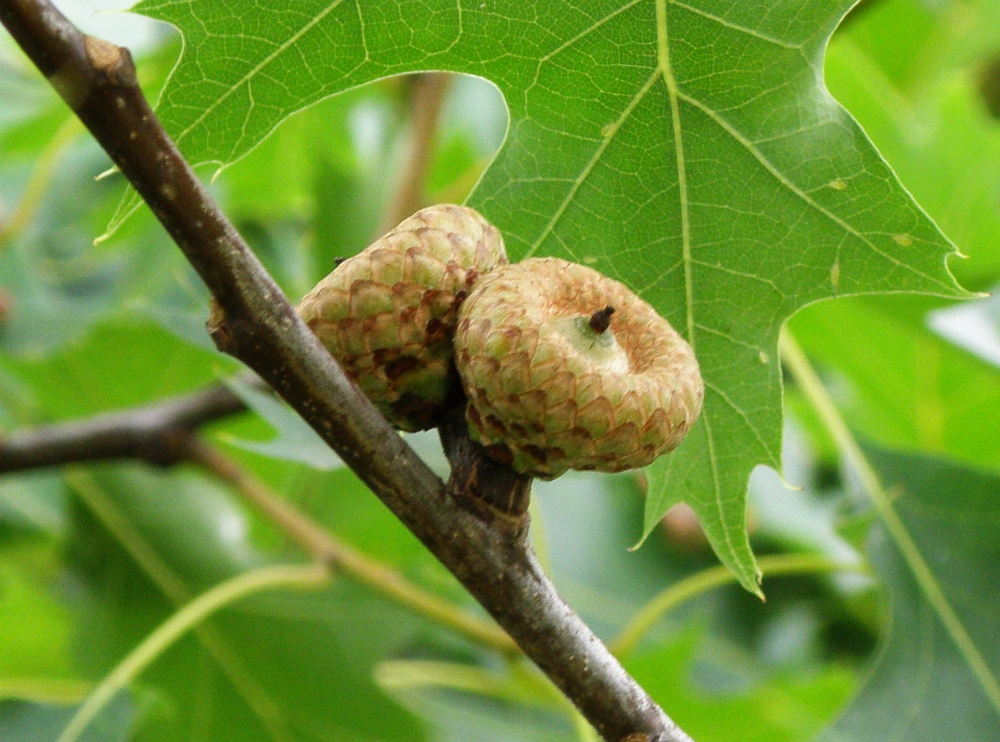
Dąb czerwony (Quercus rubra)

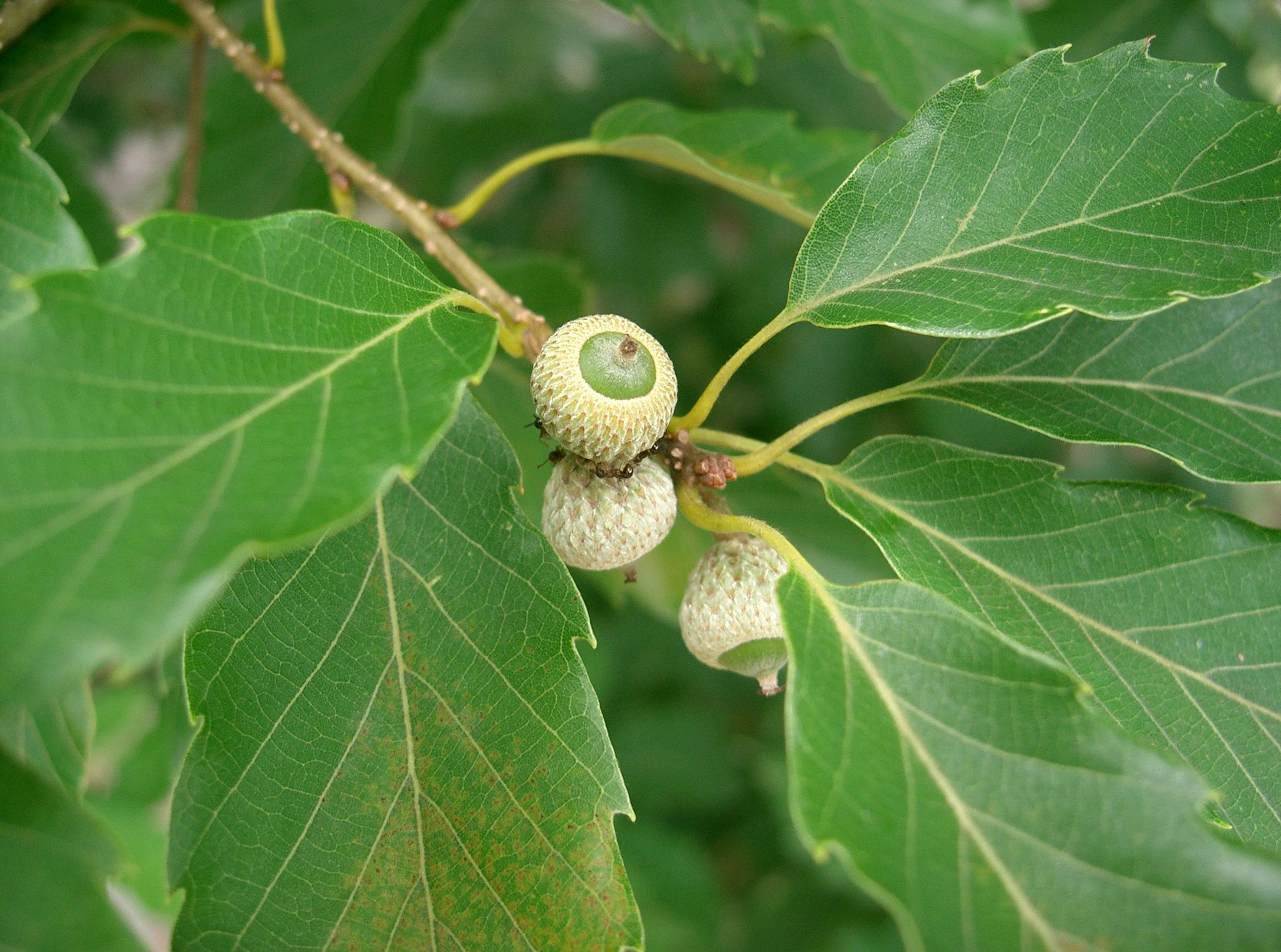
Quercus serrata

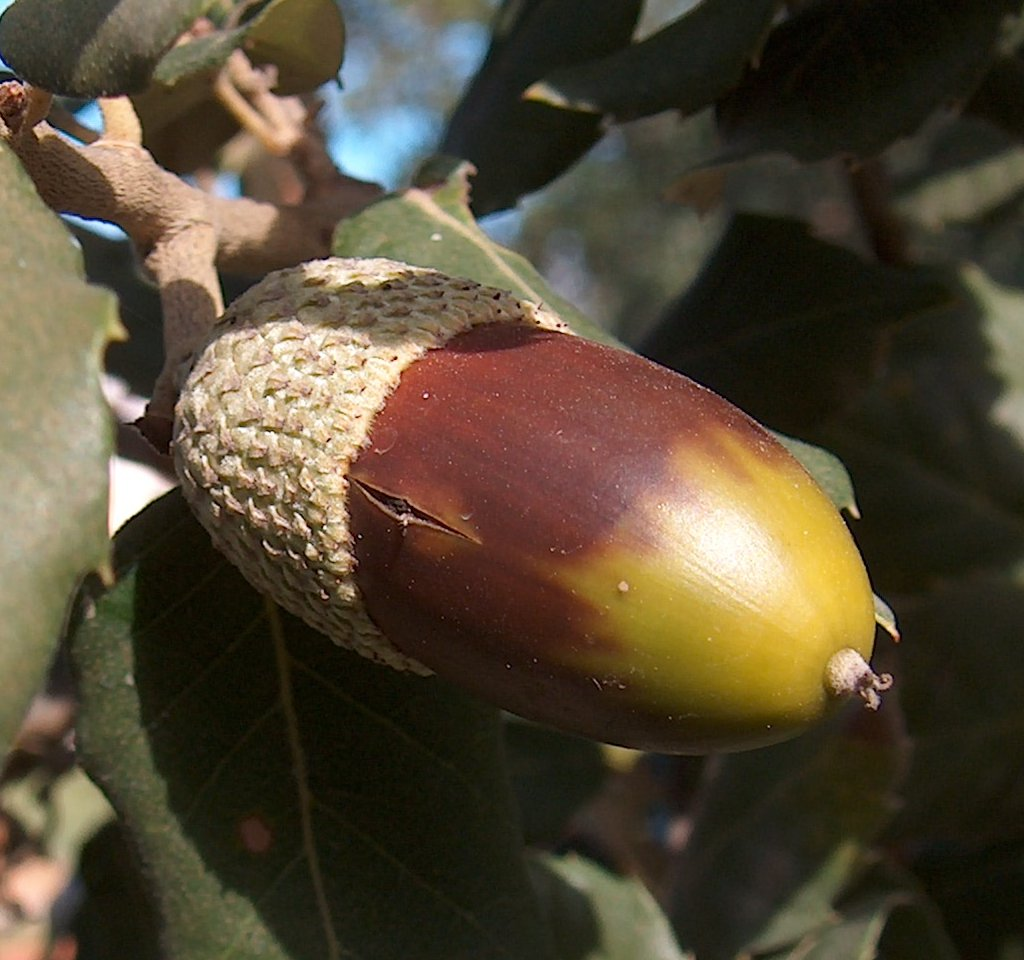
Dąb korkowy (Quercus suber)

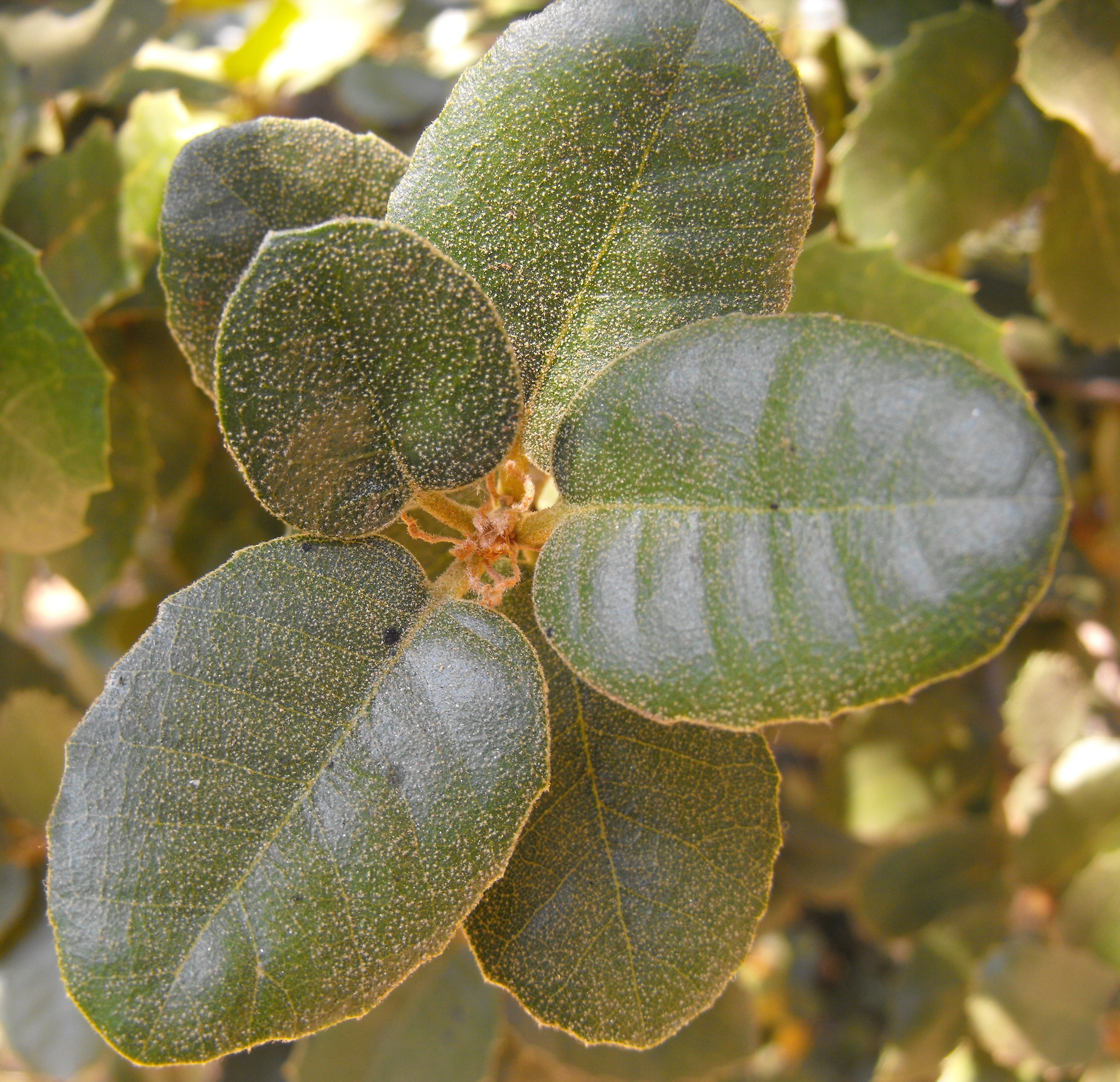
Quercus tomentella

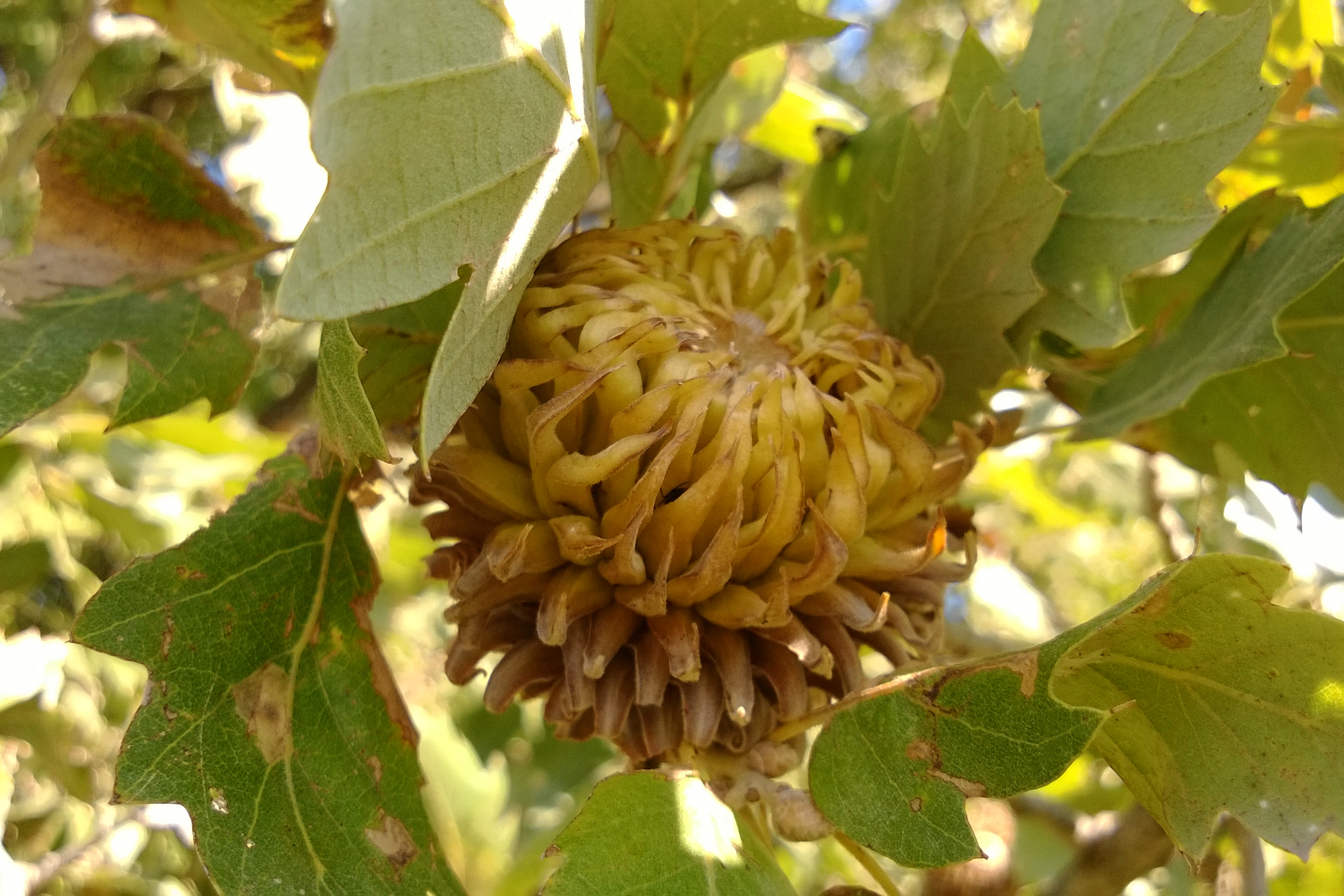
Dąb macedoński (Quercus trojana)

## Systematyka
Synonimy taksonomiczne
- Quercoxylon E. Hofmann

Pozycja systematyczna według Angiosperm Phylogeny Website (2001...)
Rodzaj z rodziny bukowate z rzędu bukowców, należącego do kladu różowych w obrębie okrytonasiennych. W obrębie rodziny zaliczany do podrodziny Quercoideae Õrsted, w której najbliżej spokrewniony jest z rodzajami Castanea i Castanopsis.
Wykaz gatunków (taksony zweryfikowane według The Plant List)
- Quercus acerifolia (E.J.Palmer) Stoynoff & Hess
- Quercus acrodonta Seemen
- Quercus aculcingensis Trel.
- Quercus acuta Thunb. – dąb japoński
- Quercus acutangula Trel.
- Quercus acutifolia Née
- Quercus acutissima Carruth.
- Quercus aerea Trel.
- Quercus afares Pomel
- Quercus affinis Scheidw.
- Quercus agrifolia Née
- Quercus ajoensis C.H.Mull.
- Quercus alba L. – dąb biały
- Quercus albicaulis Chun & W.C.Ko
- Quercus albocincta Trel.
- Quercus aliena Blume – dąb Aliena
- Quercus alnifolia Poech – dąb olcholistny
- Quercus alpescens Trel.
- Quercus annulata Sm.
- Quercus aquifolioides Rehder & E.H.Wilson
- Quercus arbutifolia Hickel & A.Camus
- Quercus argentata Korth.
- Quercus argyrotricha A.Camus
- Quercus aristata Hook. & Arn.
- Quercus arizonica Sarg.
- Quercus arkansana Sarg.
- Quercus asymmetrica Hickel & A.Camus
- Quercus aucheri Jaub. & Spach
- Quercus augustini Skan
- Quercus auricoma A.Camus
- Quercus austrina Small
- Quercus austrocochinchinensis Hickel & A.Camus
- Quercus baloot Griff.
- Quercus baronii Skan
- Quercus bella Chun & Tsiang
- Quercus benthamii A.DC.
- Quercus berberidifolia Liebm.
- Quercus bicolor Willd. – dąb dwubarwny
- Quercus blakei Skan
- Quercus boyacensis Cuatrec.
- Quercus boyntonii Beadle
- Quercus braianensis A.Camus
- Quercus brandegeei Goldman
- Quercus brandisiana Kurz
- Quercus brantii Lindl.
- Quercus brenesii Trel.
- Quercus brevicalyx A.Camus
- Quercus breviradiata (W.C.Cheng) C.C.Huang
- Quercus buckleyi Nixon & Dorr
- Quercus canariensis Willd. – dąb algierski
- Quercus canbyi Trel.
- Quercus candicans Née
- Quercus carmenensis C.H.Mull.
- Quercus castanea Née
- Quercus castaneifolia C.A.Mey. – dąb kasztanolistny
- Quercus cedrosensis C.H.Mull.
- Quercus cerris L. – dąb burgundzki
- Quercus championii Benth.
- Quercus chapmanii Sarg.
- Quercus charcasana Trel. ex A.Camus
- Quercus chartacea Trel.
- Quercus chasei McMinn
- Quercus chenii Nakai – dąb Chena
- Quercus chevalieri Hickel & A.Camus
- Quercus chihuahuensis Trel.
- Quercus chimaltenangana Trel.
- Quercus chinantlensis Liebm.
- Quercus chrysocalyx Hickel & A.Camus
- Quercus chrysolepis Liebm.
- Quercus chrysotricha A.Camus
- Quercus chungii F.P.Metcalf
- Quercus ciliaris C.C.Huang & Y.T.Chang
- Quercus coahuilensis Nixon & C.H.Müll.
- Quercus coccifera L. – dąb skalny
- Quercus cocciferoides Hand.-Mazz.
- Quercus coccinea Münchh. – dąb szkarłatny
- Quercus coffeicolor Trel.
- Quercus colombiana Cuatrec.
- Quercus conduplicans Chun
- Quercus congesta C.Presl
- Quercus conspersa Benth.
- Quercus convallata Trel.
- Quercus conzattii Trel.
- Quercus copeyensis C.H.Mull.
- Quercus cornelius-mulleri Nixon & K.P.Steele
- Quercus cortesii Liebm.
- Quercus costaricensis Liebm.
- Quercus crassifolia Bonpl.
- Quercus crassipes Bonpl.
- Quercus crenata Lam.
- Quercus crispifolia Trel.
- Quercus crispipilis Trel.
- Quercus cualensis L.M.González
- Quercus cubana A.Rich.
- Quercus daimingshanensis (S.K.Lee) C.C.Huang
- Quercus dalechampii Ten. – dąb Dalechampa
- Quercus dankiaensis A.Camus
- Quercus delavayi Franch.
- Quercus delgadoana S.Valencia, Nixon & L.M.Kelly
- Quercus delicatula Chun & Tsiang
- Quercus deliquescens C.H.Mull.
- Quercus dentata Thunb. – dąb zębaty
- Quercus depressa Bonpl.
- Quercus depressipes Trel.
- Quercus deserticola Trel.
- Quercus devia Goldman
- Quercus dinghuensis C.C.Huang
- Quercus disciformis Chun & Tsiang
- Quercus diversifolia Née
- Quercus dolicholepis A.Camus
- Quercus dongfangensis C.C.Huang, F.W.Xing & Ze X.Li
- Quercus douglasii Hook. & Arn.
- Quercus dumosa Nutt.
- Quercus durata Jeps.
- Quercus durifolia Seemen ex Loes.
- Quercus edithiae Skan
- Quercus eduardi Trel.
- Quercus edwardsiae C.H.Mull.
- Quercus elevaticostata (Q.F.Zheng) C.C.Huang
- Quercus ellipsoidalis E.J.Hill
- Quercus elliptica Née
- Quercus elmeri Merr.
- Quercus emoryi Torr.
- Quercus engelmannii Greene
- Quercus engleriana Seemen
- Quercus eumorpha Kurz
- Quercus fabrei Hance
- Quercus faginea Lam. – dąb portugalski
- Quercus falcata Michx.
- Quercus fenchengensis H.Wei Jen & L.M. Wang
- Quercus fimbriata Y.C.Hsu & H.Wei Jen
- Quercus floccosa Liebm.
- Quercus flocculenta C.H.Mull.
- Quercus floribunda Lindl. ex A.Camus
- Quercus frainetto Ten. – dąb węgierski
- Quercus franchetii Skan
- Quercus frutex Trel.
- Quercus fuliginosa Chun & W.C.Ko
- Quercus fulva Liebm.
- Quercus fulvisericeous (Y.C. Hsu & D.M. Wang) Z.K. Zhou
- Quercus furfuracea Liebm.
- Quercus fusiformis Small
- Quercus gaharuensis Soepadmo
- Quercus galeanensis C.H.Mull.
- Quercus gambelii Nutt.
- Quercus gambleana A.Camus
- Quercus garryana Douglas ex Hook.
- Quercus gemelliflora Blume
- Quercus geminata Small
- Quercus gentryi C.H.Mull.
- Quercus georgiana M.A.Curtis
- Quercus germana Schltdl. & Cham.
- Quercus ghiesbreghtii M.Martens & Galeotti
- Quercus gilliana Rehder & E.H.Wilson
- Quercus gilva Blume
- Quercus glabrescens Benth.
- Quercus glauca Thunb.
- Quercus glaucescens Bonpl.
- Quercus glaucoides M.Martens & Galeotti
- Quercus gomeziana A.Camus
- Quercus gracilenta Chun
- Quercus gracilior C.H.Mull.
- Quercus gravesii Sudw.
- Quercus greggii (A.DC.) Trel.
- Quercus griffithii Hook.f. & Thomson ex Miq.
- Quercus grisea Liebm.
- Quercus gulielmitreleasei C.H.Mull.
- Quercus gussonei (Borzí) Brullo
- Quercus guyavifolia H.Lév.
- Quercus hainanica C.C.Huang & Y.T.Chang ex Govaerts & Frodin
- Quercus handeliana A.Camus
- Quercus hartwissiana Steven
- Quercus havardii Rydb.
- Quercus helferiana A.DC.
- Quercus hemisphaerica Bartram ex Willd.
- Quercus hinckleyi C.H.Mull. – dąb Hinckleya
- Quercus hintonii E.F.Warb.
- Quercus hintoniorum Nixon & C.H.Müll.
- Quercus hirtifolia M.L.Vázquez, S.Valencia & Nixon
- Quercus hondae Makino
- Quercus humboldtii Bonpl.
- Quercus hypoleucoides A.Camus
- Quercus hypophaea Hayata
- Quercus hypoxantha Trel.
- Quercus ichnusae Mossa, Bacch. & Brullo
- Quercus ignaciensis C.H.Mull.
- Quercus ilex L. – dąb ostrolistny
- Quercus ilicifolia Wangenh.
- Quercus iltisii L.M.González
- Quercus imbricaria Michx. – dąb dachówkowaty
- Quercus incana Bartram
- Quercus infectoria G.Olivier
- Quercus inopina Ashe
- Quercus insignis M.Martens & Galeotti
- Quercus intricata Trel.
- Quercus invaginata Trel.
- Quercus ithaburensis Decne. – dąb tabor
- Quercus jenseniana Hand.-Mazz.
- Quercus jinpinensis (Y.C.Hsu & H.Wei Jen) C.C.Huang
- Quercus john-tuckeri Nixon & C.H.Müll.
- Quercus jonesii Trel.
- Quercus juergensenii Liebm.
- Quercus kelloggii Newb.
- Quercus kerangasensis Soepadmo
- Quercus kerrii Craib
- Quercus kinabaluensis Soepadmo
- Quercus kingiana Craib
- Quercus kiukiangensis (Y.T.Chang) Y.T.Chang
- Quercus kongshanensis Y.C.Hsu & H.Wei Jen
- Quercus kotschyana O.Schwarz
- Quercus kouangsiensis A.Camus
- Quercus laceyi Small
- Quercus laeta Liebm.
- Quercus laevis Walter
- Quercus lamellosa Sm.
- Quercus lanata Sm.
- Quercus lancifolia Schltdl. & Cham.
- Quercus langbianensis Hickel & A.Camus
- Quercus laurifolia Michx.
- Quercus laurina Bonpl.
- Quercus laxa Liebm.
- Quercus leiophylla A.DC.
- Quercus lenticellata Barnett
- Quercus liaoi C.F.Shen
- Quercus libani G.Olivier
- Quercus liboensis Z.K.Zhou
- Quercus liebmannii Oerst. ex Trel.
- Quercus lineata Blume
- Quercus litseoides Dunn
- Quercus lobata Née
- Quercus lobbii Ettingsh.
- Quercus lodicosa O.E.Warb. & E.F.Warb.
- Quercus longinux Hayata
- Quercus longispica (Hand.-Mazz.) A.Camus
- Quercus look Kotschy
- Quercus lowii King
- Quercus lungmaiensis (Hu) C.C.Huang & Y.T.Chang
- Quercus lusitanica Lam. – dąb galasowy
- Quercus lyrata Walter – dąb lirolistny
- Quercus macdougallii Martínez
- Quercus macranthera Fisch. & C.A.Mey. ex Hohen. – dąb kaukaski
- Quercus macrocalyx Hickel & A.Camus
- Quercus macrocarpa Michx. – dąb wielkoowocowy
- Quercus macvaughii Spellenb.
- Quercus magnoliifolia Née
- Quercus manzanillana Trel.
- Quercus margarettae (Ashe) Small
- Quercus marilandica (L.) Münchh.
- Quercus marlipoensis Hu & W.C.Cheng
- Quercus martinezii C.H.Mull.
- Quercus meihuashanensis (Q.F.Zheng) C.C.Huang
- Quercus merrillii Seemen
- Quercus mespilifolia Wall. ex A.DC.
- Quercus mexicana Bonpl. – dąb meksykański, d. nieśplikolistny
- Quercus michauxii Nutt.
- Quercus microphylla Née
- Quercus minima (Sarg.) Small
- Quercus miquihuanensis Nixon & C.H.Müll.
- Quercus miyagii Koidz.
- Quercus mohriana Buckley ex Rydb.
- Quercus mongolica Fisch. ex Ledeb. – dąb mongolski
- Quercus monimotricha (Hand.-Mazz.) Hand.-Mazz.
- Quercus monnula Y.C.Hsu & H.Wei Jen
- Quercus montana Willd.
- Quercus morii Hayata
- Quercus motuoensis C.C.Huang
- Quercus muehlenbergii Engelm. – dąb Muehlenberga, d. żółty
- Quercus mulleri Martínez
- Quercus multinervis (W.C.Cheng & T.Hong) Govaerts
- Quercus myrsinifolia Blume
- Quercus myrtifolia Willd.
- Quercus nigra L. – dąb wodny
- Quercus ningangensis (W.C.Cheng & Y.C.Hsu) C.C.Huang
- Quercus ningqiangensis S.Z.Qu & W.H.Zhang
- Quercus nivea King
- Quercus nixoniana S.Valencia & Lozada-Pérez
- Quercus oblongata D.Don
- Quercus oblongifolia Torr.
- Quercus obtusanthera Trel.
- Quercus obtusata Bonpl.
- Quercus ocoteifolia Liebm.
- Quercus oglethorpensis W.H.Duncan
- Quercus oidocarpa Korth.
- Quercus oleoides Schltdl. & Cham.
- Quercus oocarpa Liebm.
- Quercus opaca Trel.
- Quercus orocantabrica Rivas Mart. & al.
- Quercus oxyodon Miq.
- Quercus oxyphylla (E.H.Wilson) Hand.-Mazz.
- Quercus pachucana Zav.-Cháv.
- Quercus pachyloma Seemen
- Quercus pacifica Nixon & C.H.Müll.
- Quercus pagoda Raf.
- Quercus palmeri Engelm.
- Quercus palustris Münchh. – dąb błotny
- Quercus panamandinaea C.H.Mull.
- Quercus pannosa Hand.-Mazz.
- Quercus parvula Greene
- Quercus patkoiensis A.Camus
- Quercus pauciradiata Penas & al.
- Quercus peduncularis Née
- Quercus peninsularis Trel.
- Quercus pentacycla Y.T.Chang
- Quercus percoriacea Soepadmo
- Quercus perpallida Trel.
- Quercus petelotii A.Camus
- Quercus petraea (Matt.) Liebl. – dąb bezszypułkowy
- Quercus phanera Chun
- Quercus phellos L. – dąb wierzbolistny
- Quercus phillyreoides A.Gray
- Quercus pinbianensis (Y.C.Hsu & H.Wei Jen) C.C.Huang & Y.T.Chang
- Quercus pinnativenulosa C.H.Mull.
- Quercus planipocula Trel.
- Quercus platycalyx Hickel & A.Camus
- Quercus poilanei Hickel & A.Camus
- Quercus polymorpha Schltdl. & Cham.
- Quercus pontica K.Koch – dąb pontyjski
- Quercus potosina Trel.
- Quercus praeco Trel.
- Quercus pringlei Seemen ex Loes.
- Quercus prinoides Willd.
- Quercus pseudosemecarpifolia A.Camus
- Quercus pseudoverticillata Soepadmo
- Quercus pubescens Willd. – dąb omszony
- Quercus pumila Walter
- Quercus pungens Liebm.
- Quercus purulhana Trel.
- Quercus pyrenaica Willd.
- Quercus quangtriensis Hickel & A.Camus
- Quercus radiata Trel.
- Quercus ramsbottomii A.Camus
- Quercus rehderiana Hand.-Mazz.
- Quercus rekonis Trel.
- Quercus repanda Bonpl.
- Quercus resinosa Liebm.
- Quercus rex Hemsl.
- Quercus robur L. – dąb szypułkowy
- Quercus robusta C.H.Mull.
- Quercus rotundifolia Lam.
- Quercus rubra L. – dąb czerwony
- Quercus rugosa Née
- Quercus runcinatifolia Trel. & C.H.Müll.
- Quercus rupestris Hickel & A.Camus
- Quercus rysophylla Weath.
- Quercus sadleriana R.Br.ter – dąb Sadlera
- Quercus salicifolia Née
- Quercus salicina Blume
- Quercus saltillensis Trel.
- Quercus sanchezcolinii Martínez
- Quercus sapotifolia Liebm.
- Quercus saravanensis A.Camus
- Quercus schottkyana Rehder & E.H.Wilson
- Quercus schultzei Trel.
- Quercus scytophylla Liebm.
- Quercus sebifera Trel.
- Quercus seemannii Liebm.
- Quercus segoviensis Liebm.
- Quercus semecarpifolia Sm.
- Quercus semiserrata Roxb.
- Quercus semiserratoides (Y.C.Hsu & H.Wei Jen) C.C.Huang & Y.T.Chang
- Quercus senescens Hand.-Mazz.
- Quercus serrata Murray
- Quercus sessilifolia Blume
- Quercus setulosa Hickel & A.Camus
- Quercus shanxiensis Z.K.Zhou
- Quercus shennongii C.C.Huang & S.H.Fu
- Quercus shingjenensis Y.T.Chang
- Quercus shumardii Buckley – dąb Shumarda
- Quercus sichourensis (Y.C.Hsu) C.C.Huang & Y.T.Chang
- Quercus sicula Borzí
- Quercus sideroxyla Bonpl.
- Quercus similis Ashe
- Quercus sinuata Walter
- Quercus skinneri Benth.
- Quercus spinosa David
- Quercus splendens Née
- Quercus steenisii Soepadmo
- Quercus stellata Wangenh.
- Quercus stenophylloides Hayata
- Quercus stewardiana A.Camus
- Quercus striatula Trel.
- Quercus subconvexa Tucker
- Quercus suber L. – dąb korkowy
- Quercus subsericea A.Camus
- Quercus subspathulata Trel.
- Quercus sumatrana Soepadmo
- Quercus supranitida C.H.Mull.
- Quercus tarahumara Spellenb., J.D.Bacon & Breedlove
- Quercus tardifolia C.H.Mull.
- Quercus tarokoensis Hayata
- Quercus texana Buckley – dąb teksaski
- Quercus thomsoniana A.DC.
- Quercus thorelii Hickel & A.Camus
- Quercus tiaoloshanica Chun & W.C.Ko
- Quercus tinkhamii C.H.Mull.
- Quercus tomentella Engelm.
- Quercus tomentosinervis (Y.C.Hsu & H.Wei Jen) C.C.Huang
- Quercus tonduzii Seemen
- Quercus toumeyi Sarg.
- Quercus treubiana Seemen
- Quercus trojana Webb – dąb macedoński
- Quercus tsinglingensis S.L.Liou ex S.Z.Qu & W.H.Zhang
- Quercus tuberculata Liebm.
- Quercus tuitensis L.M.González
- Quercus tungmaiensis Y.T.Chang
- Quercus turbinella Greene
- Quercus undata Trel.
- Quercus urbanii Trel.
- Quercus utilis Hu & W.C.Cheng
- Quercus uxoris McVaugh
- Quercus vacciniifolia Kellogg
- Quercus valdinervosa Soepadmo
- Quercus vallicola Trel.
- Quercus variabilis Blume
- Quercus vaseyana Buckley
- Quercus velutina Lam. – dąb barwierski, d. jedwabisty
- Quercus verde C.H.Mull.
- Quercus vestita Griff.
- Quercus vicentensis Trel.
- Quercus viminea Trel.
- Quercus virginiana Mill. – dąb wirginijski
- Quercus vulcanica Boiss. & Heldr. ex Kotschy
- Quercus welshii R.A.Denham
- Quercus wislizeni A.DC.
- Quercus wutaishanica Mayr
- Quercus xalapensis Bonpl.
- Quercus xanthoclada Drake
- Quercus xanthotricha A.Camus
- Quercus yiwuensis Y.C.Hsu & H.Wei Jen
- Quercus yonganensis L.K.Ling & C.C.Huang
- Quercus yongchunana Z.K.Zhou

Mieszańce międzygatunkowe
- Quercus × acutidens Torr.
- Quercus × albescens Rouy ex A.Camus
- Quercus × alienoserratoides T.B.Lee
- Quercus × allorgeana A.Camus
- Quercus × alvordiana Eastw.
- Quercus × anatolica Sosn. ex Bandin
- Quercus × andegavensis Hy
- Quercus × andresii R.Alonso & al.
- Quercus × andrewsii Sarg.
- Quercus × ashei Trel.
- Quercus × atlantica Ashe
- Quercus × autumnalis F.M.Vázquez, S.Ramos & Doncel
- Quercus × auzandrii Gren. & Godr.
- Quercus × baenitzii A.Camus
- Quercus × basaseachicensis C.H.Mull.
- Quercus × battandieri A.Camus
- Quercus × beaumontiana Sarg.
- Quercus × bebbiana C.K.Schneid.
- Quercus × beckyae Gaynor
- Quercus × beguinotii Gavioli
- Quercus × benderi Baen.
- Quercus × benkoi Mátyás
- Quercus × bernardensis W.Wolf
- Quercus × bimundorum E.J.Palmer
- Quercus × bivonana Guss.
- Quercus × blufftonensis Trel.
- Quercus × brittonii W.T.Davis
- Quercus × burnetensis Little
- Quercus × bushii Sarg.
- Quercus × byarsii Sudw. ex Trel.
- Quercus × caduca Trel.
- Quercus × caesariensis Moldenke
- Quercus × campitica Hadjik. & Hand
- Quercus × cantabrica C.Vicioso
- Quercus × capesii W.Wolf
- Quercus × carrissoana A.Camus
- Quercus × celtica F.M.Vázquez & al.
- Quercus × cerrioides Willk. & Costa
- Quercus × cocksii Sarg.
- Quercus × columnaris Laughlin
- Quercus × comptoniae Sarg.
- Quercus × coscojosuberiformis Baonza
- Quercus × coutinhoi Samp.
- Quercus × cravenensis Little
- Quercus × deamii Trel.
- Quercus × deleiensis A.Camus
- Quercus × demareei Ashe
- Quercus × diosdadoi F.M.Vázquez & al.
- Quercus × discreta Laughlin
- Quercus × diversiloba Tharp ex A.Camus
- Quercus × drummondii Liebm.
- Quercus × dubia Ashe
- Quercus × dysophylla Benth.
- Quercus × egglestonii Trel.
- Quercus × eplingii C.H.Mull.
- Quercus × exacta Trel.
- Quercus × fagineomirbeckii Villar
- Quercus × fangshanensis Liou
- Quercus × faxonii Trel.
- Quercus × fernaldii Trel.
- Quercus × fernowii Trel.
- Quercus × filialis Little
- Quercus × firmurensis Hy
- Quercus × fontana Laughlin
- Quercus × fontanesii Guss.
- Quercus × fontqueri O.Schwarz
- Quercus × gallaecica Llamas, Lence & Acedo
- Quercus × ganderi C.B.Wolf
- Quercus × garlandensis E.J.Palmer
- Quercus × giffordii Trel.
- Quercus × grandidentata Ewan
- Quercus × guadalupensis Sarg.
- Quercus × harbisonii Sarg.
- Quercus × hastingsii Sarg.
- Quercus × hawkinsiae Sudw. – dąb Hawkinsa
- Quercus × haynaldiana Simonk.
- Quercus × helvetica Thell.
- Quercus × heterophylla F.Michx.
- Quercus × hispanica Lam. – dąb hiszpański
- Quercus × hopeiensis Liou
- Quercus × howellii Tucker
- Quercus × humidicola E.J.Palmer
- Quercus × incomita E.J.Palmer
- Quercus × inconstans E.J.Palmer
- Quercus × introgressa P.M.Thomson
- Quercus × jackiana C.K.Schneid.
- Quercus × jolonensis Sarg.
- Quercus × joorii Trel.
- Quercus × kabylica Trab.
- Quercus × kerneri Simonk.
- Quercus × kinseliae (C.H.Mull.) Nixon & C.H.Müll.
- Quercus × kiusiana (Nakai) H.Ohba
- Quercus × knoblochii C.H.Mull.
- Quercus × leana Nutt.
- Quercus × lucana Gavioli
- Quercus × ludoviciana Sarg.
- Quercus × maccormickii Carruth.
- Quercus × maccormickoserrata T.B.Lee
- Quercus × macdonaldii Greene & Kellogg
- Quercus × macnabiana Sudw.
- Quercus × major Nakai
- Quercus × mannifera Lindl.
- Quercus × megaleia Laughlin
- Quercus × mellichampii Trel.
- Quercus × mongolicodentata Nakai
- Quercus × morehus Kellogg
- Quercus × morisii Borzí
- Quercus × moultonensis Ashe
- Quercus × munzii Tucker
- Quercus × mutabilis E.J.Palmer & Steyerm.
- Quercus × neomairei A.Camus
- Quercus × neopalmeri Sudw.
- Quercus × neotharpii A.Camus
- Quercus × nipponica Koidz.
- Quercus × organensis Trel.
- Quercus × oviedoensis Sarg.
- Quercus × palaeolithicola Trel.
- Quercus × palmeriana A.Camus
- Quercus × parkeri A.Camus
- Quercus × pastorensis C.H.Mull.
- Quercus × paui C.Vicioso
- Quercus × podophylla Trel.
- Quercus × pongtungensis Uyeki
- Quercus × pseudinfectoria A.Camus
- Quercus × rechingeri O.Schwarz
- Quercus × rehderi Trel.
- Quercus × riparia Laughlin
- Quercus × robbinsii Trel.
- Quercus × rolfsii Small
- Quercus × rosacea Bechst.
- Quercus × rudkinii Britton
- Quercus × runcinata (A.DC.) Engelm.
- Quercus × salcedoi C.Vicioso
- Quercus × saulii C.K.Schneid.
- Quercus × schneideri Vierh.
- Quercus × schochiana Dieck
- Quercus × schuettei Trel.
- Quercus × senneniana A.Camus
- Quercus × serratoides Uyeki
- Quercus × smallii Trel.
- Quercus × stelloides E.J.Palmer
- Quercus × sterilis Trel.
- Quercus × sterretii Trel.
- Quercus × streimii Heuff.
- Quercus × subfalcata Trel.
- Quercus × subintegra (Engelm.) Trel.
- Quercus × substellata Trel.
- Quercus × succulenta Small[a]
- Quercus × szechenyana Borbás
- Quercus × tabajdiana Simonk.
- Quercus × takaoyamensis Makino
- Quercus × tharpii C.H.Mull.
- Quercus × tingitana A.Camus
- Quercus × tottenii Melvin
- Quercus × townei E.J.Palmer
- Quercus × trabutii Hy
- Quercus × tridentata Engelm. ex A.DC.
- Quercus × undulata Torr.
- Quercus × urartensis Uribe-Ech.
- Quercus × vaga E.J.Palmer & Steyerm.
- Quercus × venulosa Ashe
- Quercus × viveri Sennen ex A.Camus
- Quercus × wagneri Gaynor
- Quercus × walteriana Ashe
- Quercus × willdenowiana (Dippel) Beissn., Schelle & Zabel – dąb Willdenowa
- Quercus × yokohamensis (Makino) Makino ex H.Ohba